# Pretty Little Liars
Pretty Little Liars (Akronym: PLL) ist eine US-amerikanische Mysteryserie, die in den Jahren 2010 bis 2017 in sieben Staffeln mit insgesamt 160 Folgen vom Sender Freeform (ehemals ABC Family) produziert wurde. Sie basiert auf der gleichnamigen Buchserie von Sara Shepard und zeigt das Leben der vier Mädchen Aria Montgomery, Emily Fields, Hanna Marin und Spencer Hastings, nachdem die Anführerin ihrer Clique, Alison DiLaurentis, auf mysteriöse Weise spurlos verschwunden ist.

## Handlung
Die Serie erzählt die Geschichte der vier Freundinnen Hanna Marin, Aria Montgomery, Spencer Hastings und Emily Fields, welche in Rosewood, einem fiktiven Vorort von Philadelphia, leben und deren Leben sich nach dem spurlosen Verschwinden ihrer Freundin Alison DiLaurentis vollkommen und drastisch verändert. Die Geschichte beginnt mit der Rückkehr Aria Montgomerys, welche zusammen mit ihrer Familie ein Jahr in Island gelebt hat und nun zurück nach Rosewood kommt. Zur selben Zeit erhalten Aria und ihre Freundinnen plötzlich mysteriöse Nachrichten und Drohungen von einer unbekannten Person namens „A“. Die Handlung der Serie besteht in den Anstrengungen der vier Freundinnen, hinter die Identität von „A“ zu kommen und dabei das Verschwinden ihrer Freundin Alison aufzuklären.

### Staffel 1

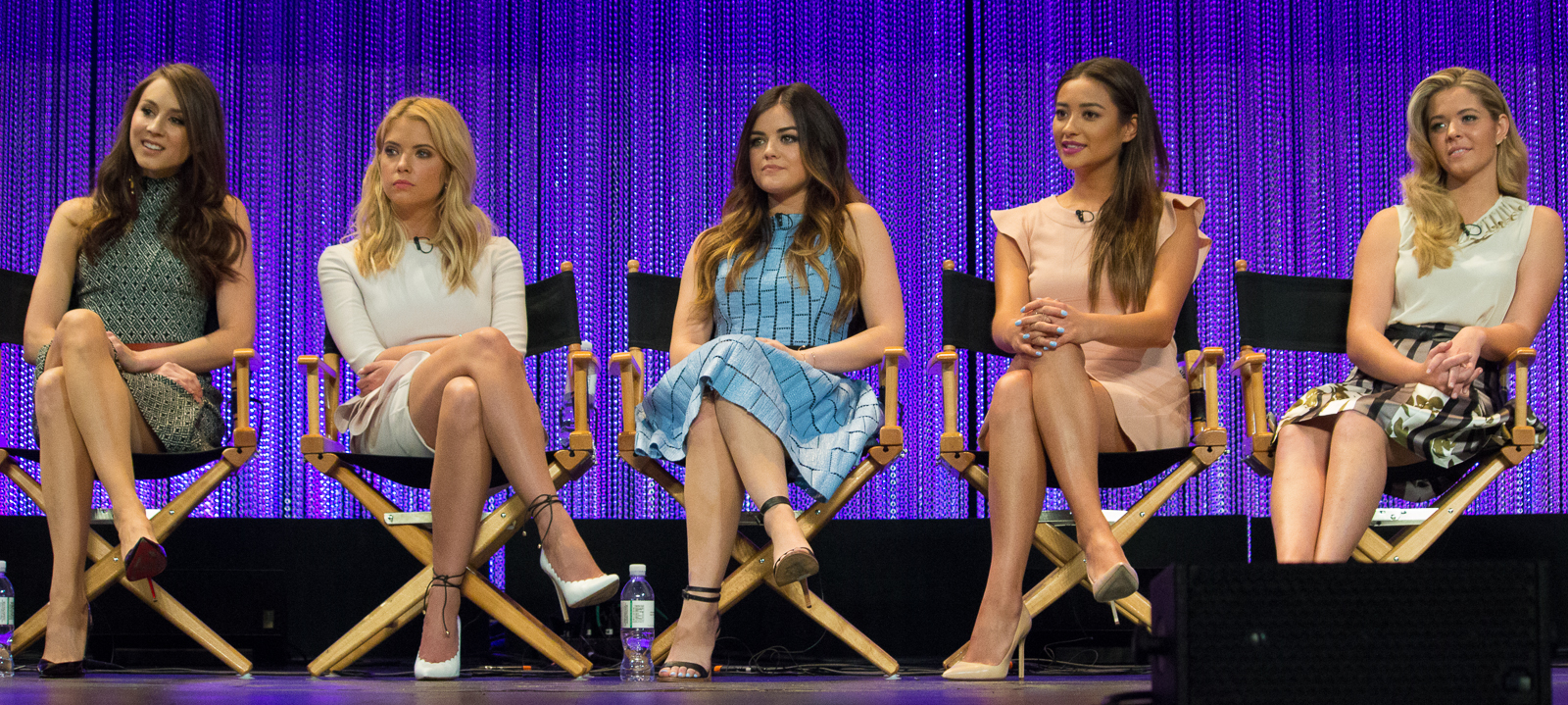
Die Hauptdarstellerinnen von Pretty Little Liars
von links: Troian Bellisario (Spencer), Ashley Benson (Hanna), Lucy Hale (Aria), Shay Mitchell (Emily) und Sasha Pieterse (Alison)

Alison, Aria, Emily, Hanna und Spencer sind beste Freundinnen und bilden die angesagteste Clique auf ihrer Schule, der Rosewood High. Nachdem die Anführerin Alison bei einer Pyjama-Party plötzlich verschwindet, bricht die Freundschaft zwischen den Mädchen auseinander. Ein Jahr später treffen sich die Vier, nachdem Aria mit ihren Eltern und ihrem Bruder Mike aus Island zurückkehrt, wieder und erhalten kurz darauf belästigende Kurzmitteilungen von einer unbekannten Person namens „A“. Jede Nachricht bezieht sich auf „schmutzige“ Geheimnisse des jeweiligen Mädchens, von denen außer ihnen selbst nur Alison wusste. Sie nehmen daher an, dass die Mitteilungen von Alison stammen – allerdings wird kurz darauf Alisons Leiche gefunden. Die Mädchen versuchen nun, herauszufinden, wer wirklich hinter dem seltsamen Kürzel „A“ steckt und wie diese Person ihre Geheimnisse erfahren konnte. Dabei stellen sie fest, dass „A“ scheinbar über alles, was sie unternehmen, Kenntnis hat. Und jetzt droht er oder sie damit, ihre Geheimnisse (viele die lieber niemand wissen sollte) auffliegen zu lassen.
Aria, Emily, Hanna und Spencer verdächtigen inzwischen Ian, den Ehemann von Spencers Schwester Melissa, als Alisons Mörder, und versuchen dies mit allen Mitteln zu beweisen. Dabei gerät Spencer ins Visier der Polizei. Während ihrer Nachforschungen finden die Vier einen USB-Stick mit Videos, in welchen die vier Freundinnen mit Alison zu sehen sind und auch, wie jemand Toby und Jenna filmt. Mithilfe einer Geldübergabe im Wald wollen die Freundinnen den Beweis erbringen, dass Ian schuldig ist. Doch Spencer, welche davor mit ihrer Schwester einen Autounfall erlitt, geht in die Kirche, um das Handy von Melissa zu holen und bekommt somit nicht mit, dass der Mann, der bei den anderen Dreien im Wald auftaucht, ein Unbekannter ist, der von Ian bezahlt wurde. In der Kirche wird Spencer beinahe von Ian, der dort auf sie gewartet hat, getötet. Sie wird jedoch von einer zunächst unbekannten Person gerettet, die Ian den Turm hinunterstößt, woraufhin dieser sich in einem Seil verfängt und sich nicht mehr bewegt. Als die Polizei eintrifft, ist Ian verschwunden. Dadurch werden die Vier nun Tatverdächtige in einem Mordfall, den sie gar nicht begangen haben.

### Staffel 2
Als Reaktion darauf, dass Aria, Emily, Hanna und Spencer aussagten, dass sie Ian sterben sahen, werden sie von ihren Eltern zu der Therapeutin Dr. Anne Sullivan geschickt. Einige Zeit sieht es so aus, als ob Alisons Bruder Jason, der wieder im Haus seiner Eltern wohnt, Ian verstecken würde und Spencer befürchtet, dass ihre schwangere Schwester Melissa heimlich mit Ian Kontakt hält. Doch dann wird Ians Leiche gefunden und ein Abschiedsbrief, in dem er den Mord an Alison gesteht. Emily findet schnell heraus, dass Ians Geständnis aus Textnachrichten von „A“ zusammengesetzt ist und somit wissen die vier Mädchen nicht, ob Ian tatsächlich der Mörder war.
Die vier erzählen Dr. Sullivan von „A“, nachdem Emily mit Nachrichten gequält wurde. Nachdem sie Dr. Sullivan von „A“ erzählt haben, verschwindet sie und die Vier bekommen per SMS Anweisungen, sie zu suchen. Vorher muss Spencer aber mit Toby Schluss machen, Hanna die Hochzeit von ihrem Vater ruinieren und Aria Jackie, Ezras Ex-Verlobte, erpressen. Emily wird von „A“ zu einer Scheune geschickt, in der sie eingeschlossen und durch Autoabgase ohnmächtig wird. Irgendjemand zieht sie heraus und draußen sieht sie Alison. Einige Zeit später finden Aria, Spencer und Hanna sie und eine Schaufel, die neben der Scheune liegt. Sie erhalten von „A“ eine Nachricht mit Koordinaten und beginnen diese Stelle im Wald zu suchen. Als sie an der Stelle anfangen, mit der Schaufel nach Dr. Sullivan zu suchen, finden sie jedoch nur eine Maske und werden kurz darauf von der Polizei verhaftet. Die Schaufel stellt sich als die Mordwaffe heraus, mit der Alison umgebracht wurde. Während sie Sozialstunden für die Unterschlagung von Beweismitteln leisten müssen, versuchen die vier „A“ auszutricksen. Emily, Aria, Spencer und Hanna tun so, als ob sie sich zerstritten haben und „A“ fällt darauf rein. „A“ bietet Emily ein Geschäft an und sie willigt ein, um „A“ eine Falle zu stellen. Bei der Übergabe verrät Emily, dass sie überhaupt nichts gegen „A“ in der Hand haben. „A“ versucht wegzurennen und schafft es auch, obwohl die vier Mädchen sie verfolgen. Als sie wütend zurück zum Auto gehen, finden sie dort das Handy von „A“. Caleb soll das Handy knacken und findet dort nach langem Suchen ein Bild von Puppen, die „A“ ihnen geschickt hat. Aria hat eigentlich Hausarrest, da sie ihren Eltern gestanden hat, dass sie mit Ezra zusammen ist und diese wütend reagiert haben. Arias Vater droht sogar, Ezra bei der Polizei anzuzeigen, aber Arias Mutter hält ihn davon ab. Aria vermisst Ezra aber und trifft sich mit einem alten Freund im Theater, wozu auch Ezra Karten hat. Sie kommen jedoch nicht dazu, miteinander zu reden, da der alte Freund merkt, dass sie Gefühle für Ezra hat. Emily arbeitet zu der Zeit ihre Sozialstunden beim Sorgentelefon ab und bekommt einen Anruf, der gesteht, dass er an dem Abend, an dem sich die Mädchen mit „A“ getroffen haben, etwas Schlimmes getan hat. Emily hört, dass es Lucas ist und Spencer, Aria und Emily glauben, dass er „A“ ist. Währenddessen plant Hanna eine Geburtstagsparty für Caleb im Haus am See von Spencers Eltern. Bei der Vorbereitung stellt Spencer fest, dass das Bild von den Puppen, das Caleb auf dem Handy von „A“ gefunden hat, auf dem Dachboden des Hauses am See aufgenommen wurde. An dem Abend der Party fahren Lucas und Hanna über den See, um das Feuerwerk für die Feier vorzubereiten. Mitten auf dem See will Lucas Hanna etwas sagen, aber er wird von Hanna in den See geschubst, da sie sich von ihm bedroht fühlt. Hanna versucht, wegzuschwimmen und gelangt an das Ufer, wo die Partygäste auf sie warten. Am nächsten Abend bricht Lucas in Hannas Haus ein und will mit ihr reden. Caleb kommt hinzu und Lucas gibt zu, an dem vermeintlichen Abend, an dem die Mädchen „A“ trafen, Calebs Geld beim Wetten verloren zu haben. Er gibt einen Teil des Geldes an Caleb zurück. Caleb sucht weiter nach Dateien auf dem Handy von „A“ und findet ein Video, auf dem Garrett, Jenna und Ian in Alisons Zimmer ein Treffen abhalten. Außerdem findet er ein Bild mit einem gefälschten Personalausweis von Alison mit braunen Haaren. Er ist jedoch misstrauisch und will nicht, dass Hanna davon erfährt, dass er nach den Videos sucht. Hanna findet es jedoch heraus und ist erst ziemlich enttäuscht, auch von ihren Freundinnen. Abends kommt Caleb bei ihr vorbei und sie erzählt ihm einen Teil der Geheimnisse. Währenddessen kommt Emilys Mutter wieder und trifft sich mit Emily und Maya im Restaurant, Maya redet jedoch nur von dem Entziehungscamp und ruiniert so den Abend. Am nächsten Tag entschuldigt sie sich bei Emily dafür. Aria trifft sich heimlich mit Ezra, mit dem sie sich versöhnt hat, erzählt ihren Eltern jedoch, dass sie sich mit ihrem Kindergartenfreund Holden trifft. Spencer macht mit Toby Schluss, um ihn zu schützen, woraufhin er die Stadt verlässt. Hannas Vater zieht mit seiner neuen Frau und ihrer Tochter Kate nach Rosewood und ein Nacktbild von Kate wird von Hannas Handy aus an alle Mitschüler geschickt. Am nächsten Tag ist an der Schule ein Tag der Wahrheit und der Schulleiter entscheidet, dass Hanna und Kate in eine Gruppe gehen müssen. An dem Abend kommt es zu einem großen Streit zwischen ihnen und Hanna lässt Caleb ihr Handy hacken, um zu erfahren, wer der Absender ist. Währenddessen findet Spencer heraus, dass Jason ihr Halbbruder ist. Aria streitet sich mit Holden, da er ihr nicht sagen will, was er während ihrer Treffen mit Ezra macht. Emily bricht mit Mona in das Büro des Rektors ein, um den Schulleiter zu erpressen, sodass sie wieder zurück ins Schwimmteam kommt. Es kommt heraus, dass Hanna das Bild gar nicht verschickt hat, sondern dass es Kate selbst war. In der Nacht ruft eine Nummer zurück, die die vier angerufen hatten, die in Alisons Jacke gesteckt hatte. Die Person, die anruft, will einige Fragen klären. Als alle im Schlafsaal schlafen, schleicht „A“ über sie hinweg. Kurz vor dem zweiten Staffelfinale sieht man eine Szene, wie Jenna sich bedankt und sich herausstellt, dass sie doch wieder sehen kann.
Im Staffelfinale werden die Mädchen zu einem Maskenball eingeladen, bei dem sie versuchen, „A“ zu enttarnen. Dabei ist von einem schwarzen Schwan die Rede. Spencer bittet Mona darum, sie zu einem Motel zu fahren, wo sie das Versteck von „A“ findet. Wenig später wird Mona als „A“ enttarnt. Sie versucht, Spencer von einer Klippe zu schubsen. Wie sich jedoch herausstellt, handelte Mona nicht allein, sondern es steckt eine ganze Gruppe, die sich das „A-Team“ nennt, dahinter. Mona wird in eine Psychiatrie eingewiesen. Als alle vier zu Emily nach Hause kommen, befindet sich eine Menschenmasse vor ihrem Haus. Es stellt sich heraus, dass die Leiche von Maya gefunden wurde.

### Staffel 3
Den Sommer verbringen die Mädchen getrennt, danach beginnt ihr letztes Schuljahr. Alisons Leiche verschwindet aus ihrem Grab. Mona, die in die Psychiatrie Radley eingewiesen wurde, wird regelmäßig heimlich von Hanna besucht. Dennoch erhalten sie weitere Nachrichten von „A“, welche zunehmend die Leben der Mädchen gefährden. Sie finden heraus, dass Jenna wieder sehen kann, es jedoch aus Angst bis zu ihrem Geburtstag verschwieg. Ein junger Mann namens Lyndon James, der vorgab, Mayas Cousin Nate zu sein, entführt Emily und Paige und versucht, sie umzubringen. Es stellt sich jedoch heraus, dass er Maya aus Eifersucht getötet hat. Emily kann ihn überwältigen und bringt ihn dabei unabsichtlich um. Aria findet heraus, dass Ezra einen Sohn hat, was ihre Beziehung gehörig auf die Probe stellt. Mona wird aus der Psychiatrie entlassen und beginnt wieder, die Mädchen zu bedrohen. In der Halloween-Episode wird Aria von „A“ im Partyzug entführt und neben dem ermordeten Garrett in eine Kiste gesperrt. Garrett wurde ermordet, weil er den Mädchen erzählen wollte, was er in der Nacht von Alisons Verschwinden gesehen hat. Als zwei As in Herzdamen-Kostümen Aria vom Zug schieben wollen, sticht sie auf einen von beiden mit einem Schraubenzieher ein. Später sieht man, wie Mona eine Wunde von Jason versorgt. Bei einem Angriff auf Hanna verliert ein Mitglied des „A-Teams“ einen Schlüssel. Als er versucht, diesen zurückzuholen, wird Toby von Spencer als Teil des „A-Teams“ entlarvt. Spencer darf ihren Freundinnen nicht erzählen, dass Toby ein Mitglied des „A-Teams“ ist, da „A“ ihr droht, dass jemand, der ihr nahesteht, umgebracht wird. Als sie es dennoch tut, verfolgt Spencer Mona, um zu verhindern, dass sie jemanden umbringt. Daraufhin entdeckt sie die Leiche von Toby. Sie wird in Radley eingewiesen, als sie völlig aufgelöst und nicht ansprechbar aufgefunden wird. Wo sie glaubt, die Leiche gesehen zu haben, wird nichts gefunden, auch Toby ist noch am Leben und er hat Mona nur vorgetäuscht, Teil des „A-Teams“ zu sein, um Spencer zu schützen. Eine Spur führt die Mädchen zu „Roter Mantel“, welche die Anführerin des „A-Teams“ zu sein scheint. Die Mädchen glauben, dass es Alison sei. Hannas Mutter, Ashley Marin überfährt Detective Wilden; als sie zurück zum Unfallort kommt, ist dieser jedoch spurlos verschwunden.

### Staffel 4
Detective Wilden wird tot in seinem Wagen gefunden. Mona, die um die Mädchen besorgt ist, möchte gemeinsam mit ihnen herausfinden, wer „Roter Mantel“ ist. Mona erzählt den Mädchen, dass Wilden und Melissa die Herzdamen sind. Sie weiß allerdings nicht, wer Wilden getötet hat. Aria macht derweil die Trennung von Ezra zu schaffen, während Paige Emily bittet, gemeinsam mit ihr auf die Stanford University zu gehen. Emily zögert zuerst, stimmt dann allerdings zu.
Mrs. DiLaurentis schenkt Hanna einen sprechenden Papagei, mit dem sich Alison, während sie bei ihrer Großmutter war, viel beschäftigt hat. Spencer bemerkt, dass er andauernd eine Telefonnummer singt. Nachdem sie diese entziffert haben, meldet sich niemand auf der Leitung und der Vogel ist weg.
Sie entdecken in Alisons Sachen eine Maske, die genau so aussieht wie Alison. Auf dieser Maske steht eine Adresse, zu der sie fahren. Dort finden sie neben Masken von Alison auch eine Maske von Melissa, die sie ihr in den Koffer legen. Als Melissa die Maske findet, fährt sie zum Maskenbildner und zerstört alle Melissa-Masken.
Nach einem Angriff auf Mona, bei dem Aria merkt, wie hilflos sie selbst bei einem Angriff wäre, geht sie zu einem Selbstverteidigungskurs. Ihr Trainer Jake ist derselbe wie Holdens. Es kommt bei einer Privatstunde zu einem Kuss.
Spencer erfährt währenddessen von Toby, dass er das Wohnmobil an „A“ übergeben hat, um herauszufinden, ob seine Mutter wirklich Selbstmord beging.
Hannas Mutter verhält sich immer verdächtiger, sodass auch Hanna aufmerksam wird. Zusammen mit Spencer versucht Toby herauszufinden, was mit seiner Mutter wirklich passierte. Die Akte, die er von „A“ bekam, sagt, dass seine Mutter Selbstmord begangen hat. Doch Toby glaubt dies nicht. Er spricht mit einem früheren Arzt seiner Mutter, der ihm sagt, dass er seine Mutter von diesem blonden Mädchen fernhalten soll. Aria wird klar, dass sie noch nicht bereit ist für eine Beziehung mit Jake, kommt jedoch später wieder mit ihm zusammen.
Hanna findet im Kleiderschrank ihrer Mutter eine Pistole. Währenddessen fahren Spencer und Emily zu einem College und einer anschließenden Party. Als Spencer Emily auf der Party sucht, findet sie in dem Haus einer Studentenverbindung eine Art Bunker, zu dessen Telefon die Nummer des Papageien führt. Hanna versucht die Pistole auf dem Campusgelände zu vergraben, wird jedoch von der Polizei erwischt. Ihre Mutter kommt deswegen ins Gefängnis, weil sie für schuldig gehalten wird, Wilden erschossen zu haben.
Arias Mutter will nach Österreich, doch Mike lässt sie nicht gehen. Aria streitet mit ihrem Bruder Mike, sodass ihre Mutter gehen kann und sie näher zusammenrücken. Spencer fährt mit Toby nach Ravenswood, wo sie versuchen mit Mrs. Grunwald zu sprechen, was jedoch nicht die gewünschten Ergebnisse liefert. Caleb und Toby tun sich zusammen um mehr über „Roter Mantel“ herauszufinden. Hanna plant zusammen mit Mona ein glaubwürdiges Geständnis für den Mord an Wilden, damit ihre Mutter wieder freikommt.
Caleb schöpft Verdacht und aus Angst davor, dass Hanna aus Verzweiflung einen schrecklichen Fehler begehen könnte, hält er Hanna auf, als sie zum Polizeirevier aufbrechen will.
Mona aber, die nie gewollt hat, dass Hanna für ihre Mutter in den Jugendknast kommt und ihre Zukunft zerstört, stellt sich anstelle von ihrer besten Freundin der Polizei und wird daraufhin wieder nach Radley eingewiesen.
Gegen eine hohe Kaution, die anonym bezahlt wurde (wobei es Ashleys Freund, der Pfarrer Ted Wilson war) kommt Ashley schließlich wieder auf Bewährung aus dem Staatsgefängnis.
Bei einem Versuch, Emily zu verletzen, verfolgt Aria „Roter Mantel“, es ist Cece. Nach einem Kampf denken die Mädchen, Cece sei tot, doch sie verschwindet. Währenddessen verfolgt Spencer eine andere „Roter Mantel“, die sie zu „As“ Versteck führt, wo alle Informationen über die Mädchen und Alison sind. Die Mädchen finden heraus, dass Alison noch lebt, und wollen sie auf einer Party in Ravenswood endlich treffen. Auf dem Weg zur Party treffen sie Mrs. Grundwald, die ihnen erzählt, dass sie Alison aus der Erde gerettet habe, Alison aber verschwunden sei. Sie sagt, die Mädchen sollten die Suche nach ihr aufgeben.
In „As“ Versteck ist Ezra wütend in einem schwarzen Anzug zu sehen.
Als sie auf der Party in Ravenswood ankommen, suchen die Mädchen nach Alison. Caleb ist ebenfalls auf dem Weg nach Ravenswood und trifft dabei auf Miranda, die ihre Eltern verloren hat, und nun auf dem Weg zu ihrem Onkel in Ravenswood ist. Die vier Freundinnen werden in einem Tunnel getrennt. Hanna wird in einer Telefonzelle in einer großen Villa eingesperrt und danach von Miranda gerettet. Spencer wird von „A“ angegriffen, fällt mit dem Kopf auf eine Tischkante und wird ohnmächtig, aber sie wird von Emily und Aria gefunden. Miranda, Caleb und Hanna finden einen Weg nach draußen, dabei findet Miranda ein Grab, auf dem ein Bild von ihr ist und „Miranda Collins“ steht. Nachdem Spencer ein Problem mit dem Auto hatte, kam Ezra vorbei und nahm die Mädchen mit nach Hause. Dort sehen sie, dass Alison am Leben ist und sie vor jemanden flieht. Caleb, der bei Miranda in Ravenswood bleibt, um ihr bei der Suche nach ihrem Onkel zu helfen, findet mit ihr ein Grab, auf dem Caleb abgebildet ist und sein Name eingraviert ist. Caleb und Hanna trennen sich und er geht wieder zurück nach Ravenswood.
Es kommt heraus, dass Spencer in der Nacht, als Alison verschwand, unter Drogen stand. Als sie diese wieder nimmt und ihre Eltern ihr auf die Schliche kommen, muss sie in eine Rehabilitationsklinik. Die Mädchen treffen Alison, welche ihnen die Geschehnisse des Abends, als sie verschwand, erzählt. Da die Polizei die vermissten Mädchen sucht, ist ein Suchtrupp unterwegs. Die fünf Mädels fliehen auf das Dach eines Hochhauses, als „A“ versucht die Mädchen zu erschießen. Doch Ezra rettet die fünf, wobei er jedoch angeschossen wird. Die Mädchen schreien um Hilfe. Ein paar Folgen zuvor haben sich Ezra und Aria getrennt, da diese seinem geheimen Buch über Alison auf die Schliche gekommen ist, wobei sie erst dachte das Ezra"A" sei. Zum Schluss wird Jessica DiLaurentis, Alisons Mutter von „A“ begraben.

### Staffel 5
In der ersten Folge befinden sich die fünf Mädchen noch immer in New York. Ezra wird ins Krankenhaus eingeliefert, wo er um sein Leben kämpft. Währenddessen versuchen die Mädchen „A“ von Ezra wegzulocken, was ihnen anfangs auch gelingt, allerdings ist „A“ ihnen wieder einen Schritt voraus und überrascht Alison, Emily, Spencer und Hanna auf einem Spielplatz mit einem Flashmob, bei dem wie aus dem Nichts unzählige „As“ auftauchen. In der Zwischenzeit ist Aria bei Ezra im Krankenhaus und versucht über seinen Zustand informiert zu bleiben. Schließlich taucht Shana auf, die angeblich von Alison geschickt wurde, um ein Auge auf die völlig neben sich stehende Aria zu haben. Als Aria nach einem kurzen Schlaf im Wartezimmer aufwacht, ist Shana verschwunden und als sie sich nach Ezra erkundigt, erfährt sie, dass er sich bereits im Aufwachraum befindet. Dort angekommen sieht sie Shana in seinem Zimmer stehen, sieht jedoch keine Gefahr.
Als sie nach Ezras Hand greift, öffnet dieser kurz die Augen, doch als er Shana erkennt, beginnt er zu kampfen und Aria wird aus dem Zimmer geschoben. Shana ist zu diesem Zeitpunkt nicht mehr anwesend.
Nach dem Zwischenfall mit der A-Meute ziehen sich die anderen vier Mädchen in ein Theater zurück, das Ezras Familie gehört. Alison kennt es noch aus der Zeit, in der sie mit Ezra zusammen war. Dort versuchen sie auf den Bühnenrequisiten zu schlafen.
Als alle eingeschlafen sind, wird Alison von CeCe geweckt und die beiden treffen sich mit Noel in einem Diner, wo dieser CeCe den Pass von Vivian Darkbloom und das Flugticket überlässt, das eigentlich für Ali gedacht war. Diese entscheidet jedoch, dass CeCe dieses Freiheitsticket nötiger hat als sie selbst.
Alisons Rückkehr ins Theater bleibt nicht unentdeckt. Emily verlangt Antworten, die Ali ihr nur widerwillig gibt. Es wird bestätigt, dass CeCe Wilden getötet hat.
Im Krankenhaus kommt Ezra schließlich wieder zur Besinnung und teilt Aria mit, wer „A“ ist. Diese verlässt überstürzt das Krankenhaus, um ihre Freundinnen zu warnen. Allerdings war „A“ schneller. Es ist Shana, die nun mit der Waffe vor den Mädchen im Theater steht. Sie will Rache für Jenna nehmen, in welche sie verliebt ist und die wegen Alison ihr Augenlicht verlor. Aria schleicht sich von hinten an, greift nach einer Requisite (eine Schrotflinte), lenkt Shanas Aufmerksamkeit auf sich und stößt sie mit der Flinte weg. Dabei fällt Shana ungünstig von der Bühne und bricht sich das Genick. Sie ist sofort tot. Erleichterung und Schock machen sich bei den Mädchen breit, vor allem bei Alison, die schon von Kindesbeinen an mit Shana befreundet war, und bei Aria, die ihre Tat nicht verarbeiten kann.
Im Verlauf der nächsten Folgen versuchen die Mädchen sich an die neue Situation zu Hause zu gewöhnen, da Alison jetzt zurück ist und ihre Eltern und die Polizei viele Fragen haben. Anders als abgemacht erzählt Ali der Polizei, sie wäre entführt und zwei Jahre lang als Geisel gehalten worden, da sie zum einen eine mysteriöse SMS erhält und Aria schützen will. Des Weiteren baut Mona eine Armee gegen Alison auf, um sich auf deren Rückkehr zur Schule vorzubereiten. In dieser Armee sind neben Lucas und Paige auch Melissa. Paige ist sich jedoch nicht sicher, was sie von der Situation halten soll und ihre Liebe und Loyalität zu Emily bringen sie schließlich dazu ihr davon zu erzählen, was ihr eine tote Ratte in ihrem Spind einbringt.
In Hanna löst Alisons Heimkehr eine Identitätskrise aus. Sie weiß nicht mehr wer sie ist, ändert ihre Klamotten und färbt ihre nun kurzen Haare teilweise schwarz. Die Krise wird perfekt, als Caleb wieder auftaucht und damit die Beziehung von Hanna und Travis -wenn auch unbeabsichtigt- beendet.
Spencer weiß nicht mehr, wem sie trauen kann, und als die Leiche von Mrs DiLaurentis, Alisons Mutter, gefunden wird, glaubt sie, ihr Vater hätte sie ermordet. Ihre Eltern trennen sich, als ihre Mutter erfährt, dass Mr. Hastings über seinen und Melissas Aufenthalt zum Zeitpunkt des Mordes an Jessica DiLaurentis gelogen hat. Am Anfang der Staffel erfährt man, dass Melissa ein Geheimnis hat, dieses wird in dem Midseasonfinale gelöst. Sie hatte Bethany Young begraben im Glauben, es handle sich um Alison. Sie wollte Spencer schützen, da sie dachte Spencer hätte Ali getötet, doch die Leiche war tatsächlich Bethany.
Toby bewirbt sich bei der Polizeiakademie von Rosewood und wird angenommen.
Aria hat noch immer mit dem Tod von Shana und ihren Gefühlen zu Ezra zu kämpfen, denn sein beinaher Tod hat ihr aufgezeigt, was sie für ihn empfindet und was sie ihm noch gern sagen würde. Die beiden verbringen viel Zeit zusammen und er versucht ihr die Schuldgefühle bezüglich des Todes von Shana zu nehmen.
Während dieser Zeit zu zweit kommt es immer wieder zu kleinen Nettigkeiten und Berührungen, bis sie sich in der hundertsten Episode schließlich küssen und miteinander schlafen. Nach dieser Nacht bereut Aria diesen Ausrutscher und stellt klar, dass die Dinge nicht wieder werden, wie sie es mal waren.
Auch bei Emily kommen alte Gefühle hoch, als sie Alison wieder in ihrer Nähe weiß und diese zugibt, dass sie Em's Gefühle erwidert, aber Angst hatte sie zu zeigen. Als Emily daraufhin bei ihr übernachtet, schlafen sie miteinander. Jedoch hält diese Affäre nicht lange an, denn Mona folgt Ali zur Kirche. Dort verpasst ihr Mona eine Ohrfeige, die Alison allerdings sofort mit ausgefahrenem Fingernagel zurückgibt.
Was sie nicht weiß ist, dass Mona die Auseinandersetzung filmt und dann eine geschnittene Fassung in der Schule herumzeigt, in der sie es so aussieht, als wäre alles von Ali ausgegangen.
Am Ende der hundertsten Episode wird außerdem der Name der Toten veröffentlicht, die in Alisons Grab liegt. Er lautet Bethany Young. Kurz nach der Veröffentlichung explodiert das Haus von Tobys Familie, wobei sein Vater leicht verletzt wird. Daraufhin erhalten Alison, Emily, Hanna, Aria und Spencer eine Nachricht von „A“, in der steht: „Habt ihr mich vermisst ihr Schlampen? -A“.
In der Folgezeit misstrauen die vier Freundinnen Alison zunehmend und schließen sich schließlich mit Mona zusammen, die den Verdacht äußert, Alison sei „A“. Emily und Paige kommen wieder zusammen, während Hanna und Caleb immer weiter in ein tiefes Loch aus Alkohol fallen.
Des Weiteren taucht ein neues Mädchen in der Schwimmmannschaft auf, Sydney. Sie freundet sich mit Emily an und bittet diese um Schwimmratschläge. Später wird klar, dass Sydney eng mit Jenna befreundet ist. Toby hat einen Autounfall, bei dem er sich einen Fuß bricht. Mona sagt den Mädchen, sie habe Beweise, dass Alison „A“ sei, wird kurz darauf von einer unbekannten Person getötet. Spencer wird auf Verdacht des Mordes an Bethany Young festgenommen und kommt später auf Kaution frei.
In der Weihnachtsfolge brechen Hanna und Spencer in Alisons Haus ein, um nach Beweisen zu suchen, die Alison mit dem Mord an Mona in Verbindung bringen und den Verdacht von Spencer ablenken. In der nächsten Folge kommt Spencer frei und Alison wird verhaftet.
Nachdem Mike von den Mädchen verdächtigt wird, etwas mit Monas Tod zu tun zu haben, gesteht er Aria, dass es Monas Plan war, es aussehen zu lassen, als hätte Ali sie umgebracht. Ob Mona wirklich tot ist und Mikes Geschichte stimmt erfährt man bis zur vorletzten Folge der fünften Staffel jedoch nicht.
Alis Anwältin hält es für den besten Weg, den Mord an Mona zu gestehen, Alison ist sich nicht sicher, ob sie auf den Deal eingehen soll, da sie ihre Unschuld beteuert. Sie beschließt jedoch später auf den Deal einzugehen, doch als Hanna als ihre „Komplizin“ ebenfalls ins Gefängnis kommt, lehnt sie ab und will den Prozess abwarten. Doch die Richter entscheiden, Alison endgültig einzusperren, zusammen mit Spencer, Aria und Emily, ebenfalls als Ali's „Komplizinnen“.
Auf dem Weg zum Gefängnis wird der Van, in dem sich die vier Hauptcharaktere befinden, angehalten: „A“ entführt die Mädchen mithilfe von Schlafgas. Sie wachen später in dessen menschensgroßem Puppenhaus auf. Ihre Zimmer wurden von „A“ nachgebaut, jedoch können sie nicht fliehen, da dieses Puppenhaus sich im Untergrund befindet. Außerdem kann nur „A“ aus seinem Versteck alle Türen auf und zuschließen. Als die Mädchen immer noch in ihren Zimmern gefangen waren, ruft eine mysteriöse Stimme sie in einen anderen Raum, wo ein blondes Mädchen mit Alisonmaske Klavier spielt. Es handelt sich um Mona, die auf Befehl von „A“ als Alison ausgeben muss. In einem Traum gelingt es Spencer „As“ Namen herauszubekommen: „A“ heißt Charles.
In der Zwischenzeit erfahren Spencers Eltern von Alison, die im Gefängnis sitzt, von „As“ Machenschaften. Diese lassen sich von Caleb, Toby und Ezra helfen, um die Mädchen aufzuspüren. Caleb wird von Tanner aufs Revier gerufen, da er verdächtigt wird, den Mädchen bei ihrer Flucht vor dem Gefängnis geholfen zu haben, doch dort erzählen Spencers Eltern zusammen mit Caleb, dass die Mädchen unschuldig sind und dass es jemanden gibt, der den Mädchen vieles anzuhängen versucht. Mit Hilfe von Calebs Hacker-Künsten kann die Polizei den verlorenen Van und „As“/Charles’ Lager aufspüren. Auf den Überwachungsmonitoren in dessen Versteck entdecken sie, dass die Mädchen tatsächlich entführt worden sind und dass Mona noch lebt. Dies bedeutet, dass Alison unschuldig im Gefängnis sitzt. Somit wissen nun Spencers Eltern und die Polizei von „A“.
Als „A“ von den fünf Freundinnen verlangt, einen vergangenen Abschlussball zu inszenieren und vorzubereiten, bauen Spencer und Mona heimlich ein Gerät, mit dem sie den Strom für längere Zeit abschalten können, um so zu entkommen. Ihre Idee geht jedoch nur halb auf: Sie schaffen es den Strom abzuschalten und von A/Charles zu entkommen, doch als sie den Weg nach draußen finden, sehen sie, dass um sie herum ein großer, elektrischer Zaun liegt und sie sich mitten im Nirgendwo befinden.
Während dieses Fluchtversuchs findet Spencer einen Raum, in dem ein Video abgespielt wird, auf dem man Mrs DiLaurentis sieht, in den Händen ein kleines Mädchen (vermutlich Alison) und um sie herum spielen zwei kleinere Jungs miteinander. Man vermutet diese seien Zwillinge, einer soll Jason sein, Alisons älterer Bruder, und der andere Charles/A. Mit Sicherheit sind die Jungs Brüder von Alison, da Jessica D. zu ihnen sagt, sie sollen ihrer Schwester (welche wahrscheinlich Alison ist) einen Kuss geben. Charles betritt den Raum und hat auch einen kurzen Blickkontakt mit Spencer (er hat jedoch eine Maske an) doch Charles verschwindet gleich wieder, nachdem Mona auftaucht.

### Staffel 6

#### Erste Hälfte
Aria, Hanna, Emily, Spencer und Mona verbringen anderthalb Tage vor dem umzäunten Ausgang als Strafe dafür, fliehen zu wollen. Als sie zurück in die unterirdischen Gänge gehen, wirft A/Charles eine Gasbombe, die die fünf Mädchen außer Gefecht setzt, während er Mona mitnimmt. Nachdem die vier übrigen in einer Leichenhalle wieder erwachen, bringt Mona, die wieder in die Rolle von Alison schlüpfen musste, ihnen Medikamente und Trinken. Alle müssen zurück in ihre Zimmer, in denen sie zur Strafe für ihren Fluchtversuch weiter gefoltert werden. Die Folter besteht darin, dass die Mädchen entscheiden müssen, wer von den anderen gequält wird. Tun sie dies nicht in einer bestimmten Zeit, werden sie selbst gefoltert.
Unterdessen versuchen Alison, Ezra, Toby und Caleb die entführten Mädchen ausfindig zu machen und führen einen Plan mit Alison als Lockvogel durch. Sie wollen Andrew, der ebenfalls verschwunden ist und als Tatverdächtiger gilt, eine Falle stellen, bei der sich Alison, ausgestattet mit einem Peilsender, im Austausch für das Wohlergehen ihrer Freundinnen anbietet. A, der von dem Angebot erfährt und keine weitere Verwendung für Mona sieht, wirft diese in eine Grube, während Aria, Hanna, Emily und Spencer alles für Alisons Ankunft vorbereiten müssen.
Während Alison, Caleb und Ezra zu dem Ort finden, an dem die Mädchen gefangen gehalten werden, stellt sich den verbliebenen Mädchen die Gelegenheit, in einen Geheimraum von Charles zu gelangen, wo sie all seine Habseligkeiten verbrennen und damit Alarm auslösen. Es gelingt den vier Mädchen, Mona aus der Grube zu befreien und letztendlich einen Ausgang an die Oberfläche zu finden, wo sie von Alison, Toby, Ezra und Caleb empfangen werden. Auch die verschwundene Sarah Harvey wird von der Polizei unten im Keller entdeckt. Emily fragt Alison nach Charles DiLaurentis, doch sie kennt ihn nicht. Spencer stellt Nachforschungen über Charles an und findet heraus, dass Jason, als er klein war, einen „imaginären“ Freund hatte, den er liebevoll „Charlie“ nannte. Am Abend fragt Alison ihren Vater, wer Charles sei, doch er erwidert, es gäbe keinen Charles und es habe auch nie einen in ihrer Familie gegeben. Währenddessen finden Aria und Ezra heraus, dass Andrew, der als vermeintlicher „A“ entlarvt wurde, adoptiert ist. Hanna vereinbart einen Termin mit Dr. Sullivan und den anderen drei, die im Dollhouse eingesperrt waren, den die vier jedoch vorzeitig verlassen müssen, weil Emily einen Videoanruf von „A“ bekommt, in dem „A“ mit einem Messer hinter Sarah, die in Emilys Bett schläft, steht und droht sie zu ermorden, falls die Mädchen die Praxis nicht innerhalb von 30 Sekunden verlassen.
Mr. DiLaurentis erklärt schließlich Alison und Jason, dass Charles 15 Monate vor Jason geboren wurde und mit ihm von Anfang an etwas nicht stimmte. Eines Nachmittags hat er Ali in die Badewanne gelegt und das heiße Wasser aufgedreht. Mr. DiLaurentis hörte Alis Schreie und konnte sie rechtzeitig retten. Daraufhin entschieden die Eltern, Charles ins Radley zu schicken, da sie Alison und Jason nicht in Gefahr bringen wollten. Dort soll er sich aber mit 16 Jahren das Leben genommen haben. Ali und Jason finden den Grabstein von Charles im Garten ihrer toten Tante Carol. Mit der Zeit finden die Mädchen heraus, dass Lesli und Mona sich in Radley kennengelernt haben. Lesli war sogar mit Bethany zusammen auf einem Zimmer und sie war ebenfalls zu der Zeit dort Patientin, als Charles nach Radley geschickt wurde. Während eines Gesprächs zwischen Ali und Jason hat Jason einen Flashback. Kurz nach seinem Unfall, bei dem er mit dem Aufzug abgestürzt ist, wollte er sich einige Tage im Haus seiner Tante Carol ausruhen. Jessica jedoch wollte dies unter keinen Umständen zulassen. Jason hörte Geräusche, die aus dem Haus stammen, aber Jessica meinte, das wäre nur der Wind gewesen. Nachdem Ali den anderen Mädchen den Grabstein gezeigt hatte, sind sich alle sicher, dass Charles nicht „A“ ist, sondern, dass womöglich Lesli sein Spiel übernommen hat.
Ein paar Tage später erhält Mr. D eine Karte, auf der Charles schreibt, dass er zu seinem Geburtstag nach Hause kommen wird. Daraufhin fährt Mr. D zum vermeintlichen Grab von Charles und gräbt nach seiner Leiche. Zudem erhält Jason eine Einladungskarte zur Geburtstagsparty seines älteren Bruders. Jason möchte Charlie aka Charles unbedingt sehen. Er verabredet sich mit ihm allein, nicht wissend, dass Spencer, Aria, Emily und Hanna zusammen mit Toby im Auftrag von Alison ihnen dicht auf der Spur sind. Charles weiß davon nichts, da er auf die Peilsender vertraut, die er den ihnen eingepflanzt hat – unwissend, dass diese sie bereits entfernt haben. Separat zu der Verfolgung der anderen vier macht auch Ali, die zuvor von ihrem Vater in Sicherheit gebracht wurde, mit Mona Jagd auf Charles. Als Alison die Polizei anruft und dieser von Charles erzählt, kommt es zu einer Schießerei, der Charles aber entkommen kann. Am Abend finden Ali und Jason ein Video, welches Charles mit Alison und Jason an seinem Geburtstag zeigt, daneben liegt ein Zettel auf dem steht: „I wanted to trust you.“ Die fünf Liars dürfen aus Sicherheitsgründen nicht am Abschlussball ihrer Schule teilnehmen, sodass deren Eltern eine private Feier in Spencers Hinterhof veranstalten, was die Mädchen jedoch nicht sehr begeistert. Alison ist auf dem Weg zu Spencer, als sie eine Nachricht von A bekommt, in der ihr gedroht wird. Sofort macht sie sich auf den Weg zum Ball.
Die anderen Mädchen bekommen mit, dass Alison verbotenerweise zu dem Ball gegangen ist, und fahren dorthin, um sie zu suchen. „A“ lockt Alison jedoch aus der Halle und entführt sie. Die anderen vier und Sara Harvey finden Alisons Telefon. Kurz darauf taucht Mona auf und gibt zu, dass sie Alison die letzten Tage verfolgt hat und jetzt herausgefunden hat, wo „A“ seinen Hauptsitz hat. Die sechs fahren daraufhin zur genannten Adresse und gelangen mit Saras Hilfe in einen Raum, den Hanna „As Gehirn“ nennt. Dort hat „As“ gesamte Überwachung ihren Ursprung. Sara bleibt jedoch draußen.
Die fünf sehen Liveaufnahmen von Alison, die in einer Zelle eingeschlossen ist, vor der Mr. DiLaurentis und Jason bewusstlos liegen. „A“ befindet sich auch in der Zelle und zeigt sich ohne Maske: „A“/Charles ist CeCe Drake. Sie erzählt Alison ihre Geschichte: Schon als sie klein waren, hat Charles sich gerne als Mädchen verkleidet, was seinem Vater missfiel. Charles hat seine Schwester Alison sehr geliebt und war, als sie ein Baby war, ihr persönlicher Aufpasser. Doch nach dem Vorfall, bei dem Charles seine Schwester in die volle Badewanne legt im Glauben, ihr etwas Gutes zu tun, überzeugt Mr. DiLaurentis seine Frau, dass es das Beste sei, Charles nach Radley zu schicken. Mrs. DiLaurentis lässt das nur schweren Herzens geschehen und besucht ihn so oft wie möglich. Im Jahr, als er zwölf wird, schenkt seine Mutter ihm ein gelbes Kleid zu Weihnachten, und er führt es Bethany Young auf dem Dach der Anstalt glücklich vor. Jedoch betritt Marion Cavanaugh, Tobys Mutter, das Dach und Charles versteckt sich, um nicht im Kleid gesehen zu werden. Bethany schubst Mrs. Cavanaugh vom Dach und beschuldigt danach Charles. Ihr wird geglaubt und Mrs. DiLaurentis bezahlt die Polizei, damit diese den Fall als Selbstmord aussehen lässt. Charles wird danach auf Drogen gesetzt. Als er sechzehn ist, hilft ihm seine Mutter, sich zur Frau umoperieren zu lassen und somit stirbt Charles und „Charlotte“ wird geboren. Ihr wird erlaubt, Kurse an einer Schule zu besuchen, doch Charlotte ist davon enttäuscht. An einem Tag entscheidet sie sich, nach Rosewood zu gehen, um ihre Familie zu beobachten und trifft dabei Jason. Sie fängt, als „CeCe Drake“, eine Beziehung mit ihm an und fährt sogar mit der ganzen Familie in den Urlaub. Sie wird von allen außer ihrer Mutter, die ja von der Operation weiß, jedoch trotzdem von der Beziehung nicht begeistert ist, nicht als Charles/Charlotte erkannt und erfährt von ihrer Mutter, dass diese ihrem Mann erzählt hat, dass Charles mit sechzehn Selbstmord begangen hat. Trotzdem haben sie einen schönen Urlaub und Ali und sie kommen sich (freundschaftlich) näher. Bethany erfährt jedoch, dass Mrs. D eine Affäre mit ihrem Vater hat und will daraufhin Mrs. D etwas antun. Sie flieht mit den Klamotten von Charlotte aus Radley, doch Charlotte erschlägt sie im Garten des DiLaurentis Hauses. Es stellt sich jedoch heraus, dass es nicht Bethany war, die kurz vorher – im Glauben, es wäre Alison – von Mona getötet wurde, sondern Ali. Charlotte/CeCe ist schockiert und entschuldigt sich bei ihrer Mutter, während diese Alisons Leiche vergräbt. Charlotte wird daraufhin wieder in Radley eingesperrt, wo sie später Mona kennen lernt. Diese denkt, Charlotte/CeCe sei Alison und erzählt ihr von dem Spiel, das sie mit den vier Mädchen gespielt hat. Charlotte ist davon fasziniert und übernimmt Monas Rolle als A. Sie lernt die vier Mädchen in Rosewood kennen und fängt an sie zu hassen, da diese offensichtlich glücklich über Alisons Tod sind. Charlotte/CeCe nutzte die Mädchen als Köder und merkt, dass Alison gar nicht tot ist. Sie wollte das Spiel beenden, als die fünf Liars dachten, sie hätten „A“ alias Shana getötet, doch sie sei „süchtig“ nach dem „Spiel“ geworden und führte es weiter. Als Charlotte/CeCe Alison davon erzählt, baut Sara Harvey, die Charlotte als „red Coat“ und „schwarze Witwe“ als Komplizin gedient hatte, eine Bombe im Gebäude auf. Rechtzeitig bevor Charlotte/CeCe den Knopf betätigen kann, überwältigen die Mädchen Sara und Spencer kann die Bombe entschärfen. Charlotte flieht daraufhin auf das Dach und will sich umbringen, doch die Mädchen können sie davon abhalten. Charlotte stellt sich daraufhin vor die fünf und sagt „Game over“. Danach sieht man, wie sich die fünf Liars Emily, Spencer, Aria, Hanna und Alison voneinander verabschieden, da jede auf eine andere Universität geht und nur Alison in Rosewood bleibt, um das Hollis College zu besuchen. Die Folge endet mit einem Zeitsprung fünf Jahre in die Zukunft. Die fünf sind aufgebracht und müssen anscheinend vor jemandem fliehen.

#### Zweite Hälfte
Nach fünf Jahren entscheidet das Gericht über Charlottes Freilassung. Alison bittet ihre vier besten Freundinnen, die nach Rosewood zurückkehren, für ihre Schwester auszusagen. Spencer, Hanna und Emily leisten dem Folge, während Aria der Wahrheit treu bleibt und gesteht, dass sie noch immer Angst vor Charlotte hat. Charlotte kommt schließlich tatsächlich frei, wird aber kurz darauf ermordet. In der gleichen Nacht verschwindet Aria aus dem Hotel, dem ehemaligen Radley. Es stellt sich heraus, dass sie sich mit Ezra trifft, der ein Alkoholproblem zu haben scheint.
Seit der Freilassung von Charlotte bekommen Aria, Hanna, Emily, Alison und Spencer wieder anonyme Nachrichten von einem neuen „A“.
Während die anderen Liars Ezra des Mordes bezichtigen, glaubt Ali, ihre Freundinnen hätten etwas mit dem Tod zu tun. Gleichzeitig taucht Sara immer wieder in Emilys Gegend auf und gibt ihr die Schuld an einem Unfall, bei dem sich Sara die Hände verbrannt hat.
Spencer und Caleb kommen sich immer näher und verbringen eine gemeinsame Nacht zusammen, gleichzeitig taucht Melissa wieder in Rosewood auf. Der neue A, der sich „AD“ nennt, will nur den Mörder von Charlotte finden und ist dafür sogar bereit zu morden. Nachdem Hanna keinen Nerv mehr für das „A-Spiel“ hat, beschließt sie, mit Caleb einen Plan zu schmieden. Sie will sich AD als Mörderin von Charlotte stellen. Zusammen fährt sie mit Caleb zum „Lost Woods Motel“, wo sie eine Apparatur aufbauen, um „A“ zu stellen. Hanna, die inzwischen mit Jordan verlobt ist, kommt Caleb schließlich näher und die beiden küssen sich.
Unterdessen leidet Alison zunehmend unter Wahnvorstellungen, in denen sie ihre tote Mutter Jessica und den toten Wilden sieht. Sie beschließt, sich in die psychiatrische Klinik ihres Mannes, Dr. Elliot Rollins, einweisen zu lassen. Gemeinsam mit Emily, die versucht, sie von diesem Plan abzubringen, unterschreibt sie den Vertrag. Alison weiß jedoch nicht, dass sich ihr Mann sich mit Mary, der bisher verschwiegenen Zwillingsschwester von Jessica, zusammengetan hat. Mithilfe von Masken und Perücken spielten sie Jessica und Wilden, um an das Geld der DiLaurentis-Familie heranzukommen. Mit dem Unterschreiben des Vertrags stimmt Ali dem zu. Es stellt sich heraus, dass Rollins eine Affäre mit Charlotte hatte.
Der Plan von Hanna und Caleb geht schief, und Hanna wird durch einen Geheimgang entführt.
Ezra, Aria und Caleb erkennen, dass Mary Drake (bis dahin wissen sie nicht, dass Jessica einen Zwilling hat) Hanna entführt hat.
Unterdessen finden Spencer und Toby im Keller des Radlys, das nun ein Hotel ist, die Akte von Mary Drake, die besagt, dass Mary zwei Kinder hatte: Charles, der von Alisons Eltern adoptiert wurde, und ein Unbekanntes.

### Staffel 7
Caleb, Aria, Ezra, Emily, Spencer und Mona kommen zusammen, um Hanna zu finden, nachdem AD herausgefunden hat, dass Hanna gelogen hat. Sie haben 24 Stunden Zeit, um Hanna zu retten und Charlottes wahren Killer zu finden.
Die sechs stimmen darüber ab, wer Charlotte getötet haben könnte. Die Mehrheit denkt, es wäre die in der Psychiatrie liegende Ali. Den Beweis finden sie in Form einer roten Jacke, die Ali „diese Nacht“ trug. Während die anderen sich nicht sicher sind, ihre Freundin zu verraten, ist Caleb, der immer noch Gefühle für Hanna zu haben scheint, sich sicher, dass Ali bei Dr. Rollins in Sicherheit ist. Er gibt die Jacke AD im Alleingang. Elliot ist wutentbrannt über die Tatsache, dass Alison seine Geliebte umgebracht haben soll, und foltert sie. Unterdessen hat Hanna, die in einer Scheune gefangen gehalten wird und ebenfalls gefoltert wird, einen Traum von Spencer, die ihr den Ausweg aus ihrer Lage zeigt. Sie kann schließlich entkommen und gelangt auf eine Straße. Ein mögliches Rettungsauto erscheint und Hanna ist erleichtert, doch die Fahrerin ist Mary Drake. Nachdem Mary Hanna zu Spencer gebracht hat, unterhält sie sich mit dieser. Mary macht immer wieder Andeutungen über Melissa und Mrs. DiLaurentis.
Nachdem sich Alis Zustand immer weiter verschlechtert und ihr alle Besuche verboten werden, beschließen ihre besorgten besten Freundinnen sie aus dem Welby zu holen. Alison wird währenddessen von Elliot an einen anderen Ort gebracht. Sie benutzt sein Handy und schickt ihren Standort an ihre besten Freundinnen, welche sich sofort auf den Weg machen, um sie zu retten. Während Elliot fährt, flieht Alison aus dem fahrenden Auto. Elliot versucht ihr hinterher zu rennen, wird dabei aber aus versehentlich von Hanna überfahren. Die fünf Liars beschließen alle Spuren zu verwischen und vergraben ihn. Aria bringt Ali vorerst in die Klinik zurück, wo sie geschockt Elliots Foltermethoden sehen muss. Emily und Spencer finden mit Toby's Hilfe heraus, dass Elliot seine Identität gefälscht hat und in Wirklichkeit Archer Dunhill heißt. Außerdem erfährt Spencer von Elliots/Archers und Marys Masken, die Ali täuschten. Da Mona allen fünf Mädchen schon seit Wochen folgte, weiß sie, dass Hanna Rollins/Dunhill überfahren hat. Sie hilft Hanna die Spuren zu verwischen, dabei finden sie ein Telefon. Auf dem sie kurz danach einen Anruf von Jenna Marshall erhalten.
Bei Alisons Ankunft aus der Klinik muss Aria geschockt feststellen, dass Mary Drake von nun an auf Alison aufpassen muss (ein Verwandter muss auf sie aufpassen, Jason und ihr Vater sind nicht da, weswegen Mary aufrückt). Toby ermittelt unterdessen am Fall von Alisons verschwundenem Ehemann. Da mittlerweile rausgekommen ist, dass er sie um ihr Geld gebracht hat. Emily und Aria finden unterdessen Archers Apartment.
Alison hat inzwischen herausgefunden, dass ihre Freunde sie verraten haben, wutentbrannt stellt sie sie zur Rede. Spencer versucht sie zu beruhigen, als Alison einen Anruf von der Polizei erhält. Spencer begleitet sie zu einem Gespräch mit dem neuen Detective Marco Furey, mit dem Spencer zuvor fast einen One-Night-Stand hatte. Er gibt ihr ab sofort Polizeischutz. Emily durchsucht zwischenzeitlich Jennas Laptop, wird dabei aber von Sara Harvey erwischt. Emily stellt Jenna zur Rede. Jenna erzählt ihr, dass sie gut mit Charlotte befreundet war. Sie half Archer, sich als Elliot auszugeben um Ali zu täuschen und Charlotte aus der Klinik zu holen. Doch nun sei er verschwunden und sie wisse, dass die Fünf etwas mit dem Verschwinden zu tun hätten.
Hanna gesteht Aria, dass sie sich von Jordan, ihrem Ex-Verlobten, getrennt hat. Ezra hat zudem Aria einen Heiratsantrag gemacht, welchen sie annahm, nachdem Aria ihre letztlichen Erlebnisse erzählte. Später stellt sich heraus, dass Ezras tot geglaubte Ex-Freundin Nicole möglicherweise noch lebt und als Geisel in Südamerika während ihres Freiwilligendienstes gefangen gehalten wurde. Einige Geiseln werden befreit und Aria kauft Ezra ein Flugticket nach Südamerika. Caleb ist nach einem Streit mit Spencer verschwunden. Hanna unterhält sich mit ihr über das Verschwinden. Spencer spricht mit ihm, aber sie merken, dass sie keine Zukunft haben.
Hanna ist überzeugt, dass Noel Kahn AD ist und für die Drohungen und ihre Misshandlungen verantwortlich ist und versucht die anderen davon zu überzeugen. Aber alle sind anderweitig beschäftigt. Hanna verabschiedet sich von Caleb und sagt, dass sie für ein paar Tage zu Lucas fährt. Das macht sie aber nicht, sondern sie fährt zu einer Hütte, wo sie sich vorbereitet.
Hanna glaubt auch dass Noel der Bruder von Charlotte ist der nun Rache nehmen möchte. Die Liars suchen nach ihr und finden einen Hinweis der zu Noels alter Hütte führt. Dort finden sie einen USB-Stick auf dem Videos aus dem Puppenhaus sind. Nun glauben sie auch dass Noel ADs Helfer ist und machen sich Sorgen um Hanna.
Während eines Unwetters kommt Noel wieder an den USB-Stick ran. Noch bevor der ihn vernichten kann, wird er von Hanna entführt. Sie nimmt ihm Blut ab und lässt es auf Verwandtschaft testen. Zeitgleich werden beide als vermisst gemeldet und die Polizei geht davon aus, dass Hanna von Noel entführt worden ist. Hanna kontaktiert Mona und bittet um Hilfe. Mona nimmt ihr den USB-Stick ab und erzählt Hanna was drauf ist. Hanna geht zurück, damit sich keiner Sorgen macht und Mona passt auf Noel auf. Als Hanna mit den Liars zurückkommt ist Noel verschwunden und die Kamera auf der alles aufgezeichnet wurde auch. Sie werden zu einem Tauschgeschäft überzeugt. Dort angekommen werden sie von Noel und Jenna reingelegt. Noel will sie mit einer Axt töten, fällt aber unglücklich hin und wird geköpft. Jenna bedroht die Liars mit einer Waffe. Spencer wird angeschossen. Mary taucht auf, nimmt sie in die Arme und sagt, ich würde dich doch nie anschießen, du bist doch meine Tochter (Ende nach Folge 10). Toby und Yvonne haben zur gleichen Zeit einen Autounfall. Yvonne liegt deshalb im Koma. Spencer stellt Veronica Hastings zur Rede und diese bestätigt, dass Mary Drake Spencers wahre Mutter ist. Peter Hastings hatte mit ihr geschlafen in dem Glauben, es wäre Jessica DiLaurentis, Mary Drakes Zwillingsschwester. Da Mary Drake im Radley saß, konnte sie das Baby nicht behalten. Veronica und Peter Hastings adoptierten Spencer. Spencer versucht daraufhin Mary Drake zu finden, um Antworten zu bekommen. Diese ist jedoch verschwunden. Jenna taucht bei der Polizei auf und behauptet, sie sei auch ein Opfer von Noel Kahn gewesen und hätte nur wegen seiner Drohungen gehandelt. Alison stellt fest, dass sie schwanger ist und erzählt es Emily. Diese steht ihr bei und es kommt zu einem Kuss.
Die fünf Freundinnen erhalten ein Spielbrett von AD und bei jeder Runde muss eine von ihnen etwas tun, um einen Preis zu erhalten. Spencer bekommt eine Nachricht von AD, in der sie aufgefordert wird das Spiel zu beginnen, um ihrer leiblichen Mutter näher zu kommen. Sie wählt „Pflicht“ und muss Toby im Krankenhaus besuchen. Sie sprechen über Yvonne und Toby fühlt sich schuldig für den Unfall. Toby und Yvonne heiraten im Krankenhaus, doch Yvonne stirbt kurze Zeit später.
Paige und Emily werden bei der Rosewood High angestellt. Alison gefällt das nicht und bei einem Meeting streitet sie sich mit Paige und macht sie schlecht. Emily stellt sie daraufhin zur Rede und Alison ist eifersüchtig auf Paiges Vergangenheit mit Emily. Emily mag diese eifersüchtige Seite an Alison nicht und bittet sie, sie nicht mehr zu küssen, bis sie weiß, ob der letzte Kuss echt war also aus Willen oder nur um sich einzuschleimen.
Mona sieht Hanna in einem Cafe, wie sie Kleider entwirft. Sie macht Fotos davon und zeigt sie Katherine, der Tochter des New Yorker Senators. Sie trifft sich mit Mona und Hanna und entscheidet sich später für eins von Hannas Kleidern. Mona lässt es jedoch so aussehen, als wäre sie Hannas Boss. Hanna stellt Mona zur Rede und bittet sie dies richtigzustellen, was Mona sofort tut.
Spencer bekommt einen Preis für den Besuch bei Toby. Sie erhält einen Brief aus dem ehemaligen Radley Sanatorium auf dem steht „To my child“. Darin befindet sich auch ein Puzzleteil, das sie in der Mitte des Spielbretts einfügen muss.
Emily spricht mit Paige über ihr Gespräch mit Alison. Sie versucht ihr zu vermitteln, dass Ali nicht mehr dieselbe ist wie früher.
Spencer erzählt ihren Freundinnen, dass sie angefangen hat, das Spiel zu spielen. Die anderen sind sauer, da sie beschlossen haben, es nicht zu spielen. Hanna will das Spiel zerstören, doch es erscheint ein Video, wie sie Elliot begraben und AD schreibt, dass sie das Spiel nicht abbrechen können.
Am Ende der Folge sieht man, wie Jenna zu jemandem sagt, „du wolltest mir vom Spiel erzählen“. Daraufhin bekommt sie einen Text in Blindenschrift.
Die Liars diskutieren darüber, ob Jenna ihnen das Spiel geschickt haben könnte. Emily will der Polizei von dem Spiel erzählen.
Emily trifft in der Rosewood High auf die Schülerin Addison, die sie an Alison erinnert. Emily verbietet ihr an einem Meeting des Schwimmteams teilzunehmen und sie droht ihr daraufhin unterschwellig. Addison belauscht danach ein Gespräch zwischen Ali und Emily, in dem es um die Schwangerschaft ging. Ali denkt, dass sie schwanger von ihrem Ex-Mann Elliot ist. Doch während des Spiels finden die Liars heraus, dass Ali in Welby Emilys gespendete Eizellen, die gestohlen wurden, eingepflanzt wurden.
Aria wird von AD unter Druck gesetzt. AD droht Ezra wegen seiner Beziehung mit Aria während der Zeit in der High School ins Gefängnis zu bringen, wenn Aria nicht dem AD Team betritt. Aria vereinbart ein Treffen mit AD zu dem dann Sydney erscheint. Es wird jedoch schnell klar, dass Sydney nicht alleine AD ist. Die Liars vermuten in der Zwischenzeit, dass Lucas dahinter steckt, da sie von Ted, der Charlottes richtiger Vater ist, ein Foto bekommen, auf dem man Charles und Lucas zusammen als Kinder sieht. Zudem finden sie einen Comic, den Lucas und Charles zusammen geschrieben haben und der die ursprüngliche Idee für das A-Game gibt. Die Liars stellen Lucas zu Rede, doch dieser ist unschuldig und wollte nur nicht, dass die Liars den Comic finden. Aria, die mittlerweile zum AD Team gehört, zerstört das Kinderzimmer von Emilys und Alis Kind. Nachdem Aria bemerkt, wie sehr sie durch ihre Aufträge von AD ihren Freundinnen schadet, will sie die Sache ein für alle mal beenden und sich mit dem „richtigen“ AD treffen. Währenddessen äußert Mona den Verdacht, dass Aria zum AD Team gehören könnte und spielt Emily, Alison, Spencer und Hanna als Beweis ein Telefonat vor, in dem Aria und AD ihr Treffen am Abend besprechen. Als Aria auf einem Spielplatz auf AD wartet, erscheinen ihren Freundinnen und konfrontieren sie. Aria erklärt ihnen, dass sie nur dem AD Team beigetreten ist um Ezra zu schützen. Doch ihre Freundinnen insbesondere Spencer können ihre Entscheidung nicht nachvollziehen. Spencer vergibt ihr dann später doch, weil sie sich in einer ähnlichen Situation wie Aria befand, als sie für kurze Zeit dem A Team beitrat.
Caleb und Ezra verfolgen das Signal des Spiels bis zu Monas Apartment. Die Liars vermuten nun, dass Mona AD ist. Caleb, Hanna und Spencer folgen Mona zu einem Lokal wo Caleb sie zur Rede stellt. Doch Mona rennt in die Toilette und als die anderen ihr hinterherlaufen, finden sie dort einen Geheimgang. Aria will sich der Polizei für den Mord an Elliot stellen, doch Ezra hält sie davon ab. Hann fährt zurück nach Rosewood, wo sie Mona in der Kirche findet. Mona erzählt ihr von der Nacht, als Charlotte getötet würde. Wie sie sich mit Charlotte traf und sie eigentlich vom Glockenturm schubsen wollte, als sie das dann doch nicht tut, greift Charlotte sie an und als Mona sich selbst verteidigt, prallt Charlotte mit dem Nacken gegen ein Rohr und sie stirbt. Dabei wird sie so in der Erinnerung gefangen, dass sie versucht Hanna vom Glockenturm zu schubsen, doch Caleb rettet sie. Die Liars werden von der Polizei festgenommen, doch Mary Drake erscheint auf der Polizeiwache und gesteht den Mord an Elliot Rollins, damit Tanner Spencer und die anderen Liars gehen lässt.
Das Serienfinale spielt ein Jahr später. Das Leben der Liars ist weitergegangen. Ezra und Aria werden bald heiraten, Emily und Alison haben Zwillinge, Spencer versteht sich wieder besser mit Melissa, Hanna und Caleb sind beruflich erfolgreich und Mona wurde gerade aus Welby entlassen, wo sie nochmal eine Therapie gemacht hat. Doch die Frage wer AD ist, ist immer noch ungeklärt. Während die Liars, Toby, Ezra und Caleb zusammen feiern, sieht man Melissa in einem schwarzen Hoodie. Es ist aber Mona, die eine Melissa-Maske trägt.
Nach dem Probe-Dinner von Arias Hochzeit erscheint Mona bei Spencer und kidnappt sie. Als Spencer aufwacht, sieht sie Mary Drake und ein Mädchen, das genauso aussieht wie sie. Sie stellt sich als Spencers Zwillingsschwester raus. Diese kannte weder Spencer, noch Mary, noch Charlotte. Sie wurde adoptiert und erfuhr erst von Spencer, als sie in einer Bar zufällig auf Wren traf. Sie wurde AD, weil sie eifersüchtig auf Spencer war, da Spencer eine Familie und gute Freunde hatte, zudem hatte sie sich in Toby verliebt. In einem Rückblick wird aufgeklärt, in welchen Situationen sich Alex bereits als Spencer ausgegeben hat, zum Beispiel als sie Toby küsste. Sie beschließt Spencer zu töten und ihre Identität anzunehmen. Sie sperrt Spencer und Mary Drake ein und geht an Spencer’s Stelle zu Arias Hochzeit. Mary erzählt Spencer, dass Alex ein paar Minuten nach Spencer geboren wurde und von einem englischen Paar adoptiert wurde.
Arias Hochzeit wird aber abgesagt, da Ezra nicht erscheint. Er wurde von Alex entführt und neben Spencer eingesperrt. Alex erzählt Spencer, dass Noel, Jenna, und Sydney auch zum AD Team gehörten. Wren brachte Alex mit Charlotte und Elliot zusammen und Charlotte erzählt ihr vom A-Game. Dabei kommt auch heraus, dass Wren der Vater von Alisons und Emilys Baby ist.
Als Jenna Alex, die sich als Spencer ausgibt, trifft, merkt sie, dass etwas nicht stimmt. Auch Toby ist mittlerweile misstrauisch geworden. Mona erzählt den Liars nun die Wahrheit. Wren hatte sie in Radley besucht und wollte sie töten, doch Mona half ihm, Mary aus dem Gefängnis zu bekommen. Mona arbeitete weiter für AD, um herauszubekommen, wer sie ist. Ezra und Spencer schaffen es, aus ihren Zellen rauszukommen, sie sind jedoch immer noch im Keller des Hauses gefangen. Mona hat herausgefunden, dass Alex beide in dem Haus, das Toby gebaut hat, gefangen hält. Die anderen eilen dorthin. Alex und Spencer kämpfen dort. Toby zieht seine Waffe, er weiß nur nicht, wer wer ist. Er fragt über Spencer Lieblingsgedicht, woraufhin die echte Spencer sofort beginnt es zu zitieren. Die Polizei kommt hinzu und nimmt Alex fest.
Am Tag darauf findet die Hochzeit von Aria und Ezra statt. In einem Gespräch danach wird enthüllt, dass Hanna schwanger ist. Später stellt sich heraus, dass es sich bei dem Polizisten um einen Freund von Mona handelte. Im Abspann ist zu sehen wie Mona Alex und Mary in einem Raum im Keller ihres Puppengeschäftes in Paris festhält.

### Hauptfiguren
Aria Montgomery:
Aria zieht am Anfang der Serie, nach einem Jahr in Island, mit ihrer Mutter Ella, ihrem Vater Byron und ihrem Bruder Mike wieder zurück in ihre Heimatstadt Rosewood. In ihrer Familie gibt es einige Probleme: Ihr Vater hatte vor ihrem Islandaufenthalt ein Verhältnis mit einer Studentin – nachdem Aria und Alison dies entdeckt hatten, bat er Aria, ihrer Mutter nichts davon zu erzählen. Er versprach ihr, diese Affäre sofort zu beenden. Erst nach der Rückkehr nach Rosewood kommen Aria Zweifel, ob sie dieses Geheimnis wirklich für sich behalten kann. Durch einen Brief von „A“ erfährt ihre Mutter dann von der Affäre. Aria lernt nach ihrer Rückkehr den jungen Mann Ezra in einer Bar kennen. Dort kommen sie sich näher und es kommt zu einem Kuss. Im Nachhinein erfährt sie, dass er ihr neuer Englischlehrer ist. Sie beginnt trotzdem eine heimliche Beziehung mit Ezra. Sie erzählt ihm sogar nach einer Weile von „A“ und dem Unfall mit Jenna. Am Ende der ersten Staffel kommt es zum Streit, da er sie wegen seiner ehemaligen Verlobten, Jacky, belog. Dies kann geklärt werden und nachdem Ezra seine Arbeit kündigt und nun als Professor am Hollis College arbeitet, wollen sie ihre Beziehung preisgeben. Durch eine Erpressungsaktion von „A“ bekommt die Ex-Verlobte von Ezra die Gelegenheit, Aria unter Druck zu setzen, damit diese sich von Ezra trennt. Dieser kommt dahinter und sie berichten wenig später Arias Eltern, dass sie zusammen sind. Diese reagieren verärgert und ihr Vater verbietet ihr jeglichen Kontakt. Daraufhin fängt sie mit Holden, einem alten Schulfreund, eine Scheinbeziehung an, um sich weiterhin mit Ezra treffen zu können. Als Arias Vater misstrauisch wird, bietet er Ezra eine Beförderung in New Orleans an, die Ezra aber wegen seiner Liebe zu Aria ablehnt. Ezra wird daraufhin von seinem Job an der Hollis entlassen. Später müssen Aria und Ezra ihre Beziehung nicht mehr verheimlichen, da ihre Mutter sie halbwegs akzeptiert. Aria lernt Ezras Mutter kennen, die sehr vermögend ist und Aria bestechen möchte, damit diese die Beziehung mit Ezra beendet. Aria lehnt das Angebot ab. Als sie Ezras Bruder kennenlernt, erfährt sie, dass er auf dem College seine damalige Jugendliebe Maggie schwängerte und Ezras Mutter ihr Geld für eine Abtreibung gab. Aria sucht Maggie auf und erfährt von Ezras siebenjährigem Sohn. Ezra möchte sich um ihn kümmern und beginnt sich einen neuen Job zu suchen. Er bekommt seinen alten Job an der Rosewood High, sodass die beiden ihre Beziehung schließlich beenden. Sie kommen wieder zusammen und trennen sich, weil Aria herausgefunden hat, dass Ezra ein Buch über Alison schreiben wollte. Als er später von „A“ angeschossen wird und lebensgefährlich verletzt im Krankenhaus landet, verbringen sie wieder sehr viel Zeit miteinander. Er behauptet, er wüsste wer „A“ sei, und erzählt es ihr. Sie hat Angst um ihre Freunde und begibt sich ins Theater. Nachdem sie sich gegen Shana verteidigt, wodurch Shana unglücklich stürzt und ums Leben kommt, wird sie von Schuldgefühlen geplagt. Anfang der fünften Staffel kommt sie Ezra in Form von einem Ausrutscher wieder näher. In der 11. Folge der Staffel 6 sagt sie als einzige der Liars gegen Charlottes Freilassung aus. In der Nacht von Charlottes Ermordung trifft sie sich mit Ezra, der ein Alkoholproblem zu haben scheint, und wird deswegen kurzzeitig auch als Mörder verdächtigt. Außerdem ergibt es sich, dass Aria und Ezra zusammen ein Buch schreiben. Sie kommen sich wieder näher und schlafen in der letzten Folge der sechsten Staffel miteinander. In der siebten Staffel macht Ezra ihr einen Heiratsantrag. Zunächst zögert sie wegen ihrer Mitschuld am Tod Rollins ihn anzunehmen. Nachdem sie Ezra davon erzählt hat, nimmt sie den Antrag an. Das verlobte Paar möchte zusammen nach Italien durchbrennen, da wird allerdings Ezras verschollene Freundin Nicole gefunden. Ezra fliegt zu ihr, um ihr zu helfen. Aria bleibt in Rosewood, unsicher wie es zwischen Ezra und ihr weitergehen wird. Ezra entscheidet sich für Aria. Beim Staffelfinale heiraten sie und versuchen über eine Adoption ein Kind zu bekommen, da Aria unfruchtbar ist.
Emily Fields:
Emily, von ihren Freundinnen oft nur Em genannt, ist eine athletische Schwimmerin. Sie freundet sich sofort mit Maya an, die in Alisons altes Haus zieht. Zwischen den beiden knistert es, und Emily weiß nicht so recht, wie sie damit umgehen soll. Sie ist zunächst noch mit Ben zusammen, meidet ihn aber aufgrund ihrer Gefühle zu Maya. Nachdem Ben sie nach dem Schwimmtraining zu vergewaltigen versucht hat, wovor Toby sie gerettet hat, beendet sie die Beziehung zu Ben. Nach langem Hin und Her beginnt sie eine Beziehung mit Maya und erzählt ihren Eltern davon. Emily und Toby werden Chemiepartner, und Toby interessiert sich mehr und mehr für Emily. Nachdem Emilys Mutter Drogen bei Maya gefunden hat, benachrichtigt sie deren Eltern, welche sie deshalb in ein Jugendcamp schicken. Danach konzentriert sich Emily wieder auf ihr Schwimmtraining, bei dem sie abfällige Kommentare über ihre Sexualität abbekommt. Nachdem ihr Vater aus Afghanistan zurückgekehrt ist, wird er nach Texas beordert. Pam und sie sollen nun für ein Jahr in Texas leben, durch ein gefälschtes Schreiben, das erst von Emily verfasst wird, welches aber „A“ abschickt, kann Emily in Rosewood bleiben und zieht zu Hanna. Sie lernt die Studentin Samara kennen und kommt mit ihr zusammen, Samara beendet die Beziehung jedoch. Nachdem Maya wieder in die Nähe von Rosewood gezogen ist, fangen die beiden erneut eine Beziehung an. Nach der Ermordung von Maya hat Emily damit schwer zu kämpfen, denn sie war die Liebe ihres Lebens. Nach einem halben Jahr fängt sie eine Beziehung mit Paige an. Als sie gegen Ende der dritten Staffel erfährt, dass Toby „A“ sei, möchte sie es partout nicht glauben. Emily rettet am Anfang der vierten Staffel Mona und Aria vor „A“, woraufhin sie sich die Schulter verletzt. Sie darf ab diesem Zeitpunkt nicht mehr schwimmen. Als Alison zurückkehrt, fühlt Emily sich erneut zu ihr hingezogen und küsst sie bei einer Übernachtung. Danach kommt sie allerdings wieder mit Paige zusammen, da sie einsieht, dass Paige bezüglich Alison recht hatte. Sie zieht zwischenzeitlich nach Kalifornien, kehrt jedoch nach dem Tod ihres Vaters zurück nach Rosewood. In der sechsten Staffel wird gezeigt, dass Emily den Tod ihres Vaters schlecht verarbeitet hat und ihr Studium nicht finanzieren kann. Sie möchte ihre Eizellen an ein Paar geben, um so Geld zu bekommen. Die Eizellen werden später von AD gestohlen. In der siebten Staffel kommt ihre Exfreundin Paige zurück und arbeitet genau wie Emily und Alison an ihrer ehemaligen Highschool als Lehrerin. Dabei ist Emily unsicher über ihre Gefühle sowohl gegenüber Paige als auch gegenüber Alison. Am Ende entscheidet sie sich für Alison und sie werden Eltern ihrer Zwillinge.
Hanna Marin:
Hanna ist das neue It-Girl in der Stadt Rosewood. Vor der großen Beliebtheit war sie ein unscheinbares, etwas zu dickes Mädchen. Um ihre Grenzen auszutesten, stiehlt sie Sonnenbrillen und andere Sachen. Sie ist in einer langjährigen Beziehung mit Sean, der jedoch im Gegensatz zu Hanna mit dem ersten Mal warten möchte. Auf einer Party will sie es tun, Sean weist sie jedoch ab, woraufhin sie ein paar Tage keinen Kontakt mehr haben. Daraufhin lässt sie es langsamer mit ihm angehen. Er trennt sich jedoch wenig später von ihr. Sie freundet sich mit dem neuen Schüler Caleb an. Aria und sie finden heraus, dass er in der Schule schläft, da sich seine Pflegeeltern nicht um ihn kümmern. Infolgedessen lädt sie ihn ein, heimlich bei ihr zu wohnen. Die beiden kommen sich näher, werden ein Paar und sie verliert ihre Jungfräulichkeit an Caleb. Sie findet heraus, dass er sie ausspioniert hat, um Geld von Jenna zu erhalten, weshalb sie die Beziehung beendet. Daraufhin fährt er nach Kalifornien. Die beiden kommen sich nach Ians Beerdigung wieder näher und schließlich wieder zusammen. Sie besucht Mona in der Psychiatrie, was sie zuerst vor ihren Freunden geheim hält. Nachdem Detective Wilden ihr gedroht hatte, überfuhr Hannas Mutter ihn, jedoch überlebte Wilden. Als er wenig später erschossen wird, ist Hanna der festen Überzeugung, dass ihre Mutter es war, was diese jedoch leugnet. Als sie auch noch eine Waffe in der Tasche ihrer Mutter findet, ist sie sich sicher und möchte ihre Mutter vor „A“ schützen. Also vergräbt sie die Waffe in einem Garten, wird jedoch von der Polizei erwischt, was die ganze Familie Marin schuldig wirken lässt. In Staffel 4 hat Hanna ein Date mit Travis, der eine Aussage bei der Polizei gemacht hat, mit welcher ihre Mutter frei kam. Ebenfalls in Staffel 4 erfährt man, dass Hanna noch vor Alisons Verschwinden eine Affäre mit Mike hatte. Als man erfährt, dass Alison noch lebt und Caleb wieder da ist, bekommt sie genauso wie Caleb ein Alkoholproblem, welches sie jedoch wieder bewältigen kann. In Staffel 6B kehrt sie mit ihrem Verlobten Jordan nach Rosewood zurück, nachdem sie und Caleb sich Jahre zuvor wegen eines Streits trennten. Im Staffelfinale kommen sie sich dann aber doch noch näher. Hanna wird von AD entführt und gefoltert. Diese Erlebnisse traumatisieren sie sehr. Immer wieder hat sie Flashbacks, in denen sie unter anderem mit Elektroschocks gefoltert wird. Daher hat sie auch Brandnarben auf dem Rücken. In der siebten Staffel glaubt sie, Noel Kahn sei AD und entführt ihn deshalb. Dieser kann jedoch entkommen. Hanna trennt sich von Jordan unter anderem, weil sie noch Gefühle für Caleb hat. In der siebten Staffel kommen die beiden wieder zusammen. Hanna versucht sich als Designerin und möchte mit der Hilfe von Lucas ein Label eröffnen. Am Ende erfährt man, dass sie Caleb geheiratet hat und ein Kind von ihm erwartet.
Spencer Hastings:
Spencer hat große Probleme, sich in ihrer eigenen Familie zurechtzufinden. Während ihre unsympathische Schwester Melissa das Goldkind ist, versucht Spencer durch gute Leistungen in der Schule und im Sport ihre Eltern für sich zu gewinnen, weswegen sie ein Gewinnertyp ist und es hasst zu verlieren. Als Wren, der Verlobte ihrer Schwester, zu Besuch ist, fühlt sie sich direkt zu ihm hingezogen. Ein Kuss zwischen den beiden wird von Melissa beobachtet, woraufhin sie die Verlobung auflöst und sich von ihm trennt. In dem Country Club ihrer Eltern lernt sie den gut aussehenden Alex kennen und verliebt sich in ihn. Die beiden beginnen eine Beziehung, doch durch eine SMS von „A“ trennt er sich von ihr. Spencer verbringt immer mehr Zeit mit Toby und verliebt sich in ihn. Ende der ersten Staffel gerät sie unter den Verdacht, Alison ermordet zu haben. Sie bricht die Beziehung zu Toby Mitte der zweiten Staffel ab, da sie Angst hat, dass „A“ ihn verletzen könnte. Sie findet heraus, dass Jason ihr Halbbruder ist und dass Alison dies wusste. Im zweiten Staffelfinale kommen sie und Toby wieder zusammen. Mitte der dritten Staffel trennen die beiden sich aber wieder, als Spencer erfährt, dass Toby zum „A-Team“ gehört. Sie wird deswegen psychisch labil. Sie geht wieder mit Wren aus und greift Mona an. Nachdem sie tagelang nichts von Toby gehört hat, verfolgt sie Mona in den Wald, wo eine Leiche liegt, deren Kopf verdeckt ist, aber dasselbe Tattoo wie Toby hat. Als Spencer vollkommen verwirrt und ohne jegliche Personalien aufgefunden wird, bringt man sie nach Radley, in dasselbe Zimmer, in dem vorher Mona gewesen war. Spencer behauptet, Tobys Leiche gesehen zu haben, jedoch glaubt ihr niemand. Sie hat sich anscheinend stark verändert und wird von Mona in Radley besucht, welche ihr erneut anbietet Teil des „A-Teams“ zu werden. Spencer willigt ein und verlässt Radley. Später erfährt man, dass sie nie wirklich in Monas Team war, sondern nur Toby finden wollte. Sie erfährt, dass er noch immer am Leben ist und sie auch noch liebt. Er kam nur ins „A-Team“, um Spencer zu beschützen. In der vierten Staffel macht sie sich Sorgen um ihre Zukunft, da sie von ihrem favorisierten College eine Ablehnung bekommen hat. In der 4. Staffel wird bekannt, dass sie zurzeit von Alisons Verschwinden ein Suchtproblem mit Studiendrogen hatte. Sie erleidet einen Rückfall und nimmt zeitweise wieder Drogen, bis ihre Freundinnen durch Ezra davon erfahren. Spencers Eltern zwingen sie zu einem dreitägigen Entzug, nachdem ihre Versuche mit den Drogen aufzuhören von „A“ torpediert wurden. Mitte der 7. Staffel findet Spencer heraus, dass sie nicht die leibliche Tochter ihrer vermeintlichen Mutter Veronica Hastings ist. Ihre biologische Mutter ist die geheimnisvolle Mary Drake (die eineiige Zwillingsschwester von Alisons Mutter Jessica DiLaurentis). Dies macht Spencer nicht nur zur Cousine von Alison, sondern auch zur Halbschwester von Charlotte DiLaurentis, welche als „A“ die Mädchen von der 3. bis zur 6. Staffel terrorisiert. Mary Drake hatte Spencer im Radley bekommen und ist von Peter, ihrem leiblichen Vater, und Veronica Hastings adoptiert worden. Sie sucht Mary Drake um Antworten über sich selbst zu bekommen. In der siebten Staffel entwickelt Spencer eine Beziehung zu Marco Fury, einem Polizisten der im Fall Rollins ermittelt. Sie hängt trotzdem immer noch an Toby, der sich allerdings mit Yvonne verlobt hat. Nach Yvonnes Tod kommen sie sich näher. Es wird erwähnt, dass sie wieder zusammen sind.
Ella Montgomery:
Ella ist die Mutter von Aria und Mike und die Ehefrau von Byron. Sie zieht aus, nachdem sie von seiner Affäre erfuhr. Doch bald beginnen sich die beiden wieder zu treffen und Ella zieht wieder bei ihrer Familie ein. Sie arbeitet seit Ende der ersten Staffel als Aushilfslehrerin in der Highschool, seit der zweiten Staffel arbeitet sie als Vollkraft. Nachdem sie sich von der Schocknachricht von Ezras und Arias Beziehung halbwegs erholt hat, trifft sie sich mit den beiden, um das Ganze zu verstehen, kann sich aber zuerst nicht wirklich damit abfinden. Sie gibt den beiden aber letztendlich eine Chance. Als die Ehe mit Byron nicht mehr funktioniert, lassen sie sich scheiden. Sie kommt mit Zack, dem Besitzer eines Cafés, zusammen, der sie bittet mit ihm für ein Jahr nach Wien zu gehen. Sie wird Zielscheibe für „As“ Attacken. Später macht sich Zack jedoch an Hanna heran, weswegen Ella die für diesen Tag geplante Hochzeit mit ihm absagt. In der Mitte der 6. Staffel wird sie zusammen mit den anderen Müttern nach einer Nacht voller Alkohol im Keller des DiLaurentis-Hauses eingesperrt. Später heiratet sie erneut Byron. Aria traut ihre Eltern und hält die Rede.
Ezra Fitz:
Ezra ist der neue Englischlehrer an der örtlichen Highschool, der eine heimliche Beziehung mit Aria hat. Aria erzählt ihm von „A“ und der Nacht, in der Jenna ihr Augenlicht verlor. Ende der ersten Staffel kommt es zu einem großen Streit zwischen den beiden, da er sie wegen seiner Ex-Verlobten Jackie belogen hat. Nachdem er seinen Job an der Highschool kündigte und nun an einem College als Professor arbeitet, somit nicht mehr Arias Lehrer ist, wollen sie ihre Beziehung öffentlich machen. Als die beiden Arias Eltern davon erzählen, rasten diese aus. Die beiden werden voneinander getrennt. Als Aria und Ezra sich durch Zufall über den Weg laufen, werden sie erneut ein Paar. Als Ezra eine Stelle in Louisiana antritt, wirft Aria ihrer Mutter vor, dass ihr Vater dafür gesorgt habe, dass Ezra sie verlässt. Als sie den Abend mit Ezra verbringt, kommt plötzlich ihre Mutter vorbei und eröffnet ihnen, dass sie verstehen wolle, was ihre Beziehung ausmacht. Doch sobald Ella ihre Liebe akzeptiert, kommen neue Probleme ins Spiel: Ezras Mutter bietet Aria Geld an, um ihn zu verlassen. Diese lehnt ab. Ezra hat ein Kind mit Maggie, seiner Freundin aus der Highschool. Als er wieder an der Rosewood High anfängt, beendet er die Beziehung zu Aria. Kurz darauf erfährt er, dass Malcom nicht sein Sohn ist. Im Sommerfinale der 4. Staffel erfährt man, dass Ezra ein Buch über Alison und ihre Geschichte schreiben wollte und daher die Mädchen schon länger kannte und praktisch beobachtete.
In Folge 20 der vierten Staffel findet auch Aria Ezras Geheimnis heraus. Als sie wegrennt, läuft er ihr hinterher und erklärt ihr, dass er nichts Böses im Schilde führe. Er kannte Alison von früher und war mit ihr zusammen. Sie hatte über ihr Alter gelogen und er hat ihr geglaubt. Als er dann gehört hatte, sie sei verschwunden und gar tot, wollte er recherchieren und einen wahren Krimi darüber schreiben. Deswegen musste er die Mädchen beobachten. Später wird er von „A“ angeschossen, worauf er mit Aria wieder zusammen kommt und angeblich weiß, wer „A“ ist. Die Mädchen schließen Ezra nun völlig aus, er kann unmöglich „A“ sein und wollte nur das Buch schreiben. Im Krankenhaus ist Aria bei ihm und Ezra verrät ihr, dass Shana „A“ ist. In der 100. Episode schlafen Aria und er zusammen, sie stellt allerdings kurz darauf klar, dass es sich dabei nur um einen Ausrutscher gehandelt hat. In der sechsten Staffel hat Ezra zunehmend ein Alkoholproblem, allerdings hilft ihm die Verarbeitung dessen in einem Buch und Arias Nähe. Die beiden schreiben zusammen ein Buch und schlafen in der letzten Folge der 6. Staffel miteinander. Schuld an seinem Alkoholproblem ist das Verschwinden seiner Freundin Nicole. Aria und er kommen sich in der 7. Staffel wieder näher und werden ein Paar. Ezra macht Aria einen Heiratsantrag und sie sagt „Ja“. Als sie jedoch wegfahren wollen, um zu heiraten, erhält Ezra die Nachricht, dass Nicole noch lebt. In den Nachrichten, die Aria sieht, wird gezeigt wie Ezra Nicole küsst. Er entscheidet sich jedoch für Aria und beide heiraten im Staffelfinale.
Alison DiLaurentis:
Alison, von ihren Freundinnen oft nur Ali genannt, ist die ehemalige Anführerin der Clique, ist sehr aufdringlich und bekommt immer das, was sie will. Die Mädchen erzählten ihr immer all ihre Geheimnisse, aber sie nie ihre und meistens benutzt sie die Geheimnisse auch gegen sie. Alison verschwindet nach einer Pyjama-Party spurlos. Ein Jahr später ist ihr Verschwinden weiterhin ungelöst. Plötzlich erhalten Aria, Emily, Hanna und Spencer bedrohliche Nachrichten von „A“. „A“ erinnert die Mädchen an ihre dunkelsten Geheimnisse, weshalb sie vermuten, dass „A“ Alison sei – bald aber wird Alisons Körper tot aufgefunden. Die Vier erahnen, dass „A“ und der Mörder von Alison nicht dieselbe Person sind. Mitte der ersten Staffel erfahren sie, dass Alison eine Affäre mit Ian hatte. Durch ein von „A“ geschicktes Video erfahren sie, dass Ian ebenfalls der Mörder von Alison ist. Die Mädchen finden heraus, dass „A“ nicht das ganze Video schickte: Nachdem Ian gegangen war, lebte Alison noch, also muss der Mörder jemand anderes gewesen sein. Mitte der zweiten Staffel erfährt man, dass sie ebenfalls von „A“ terrorisiert wurde und schließlich von „A“ ermordet wurde. Während der dritten Staffel werden viele Flashbacks gezeigt, die zeigen, dass Alison nach dem Treffen mit Ian noch Kontakt zu Cece und sogar Arias Vater hatte. Cece denkt, Alison sei bei ihrer Ermordung schwanger gewesen. Außerdem hatte sie etwas mit Wilden zu tun. Bei einer Therapiestunde glaubt Emily zu sehen, wie sie selbst Alison mit einer Schaufel ermordet. Am Ende der vierten Staffel erfahren die Mädchen, dass Alison noch am Leben ist und ihren Tod nur vorgetäuscht hat, um „A“ zu entkommen. Der Leichnam in Alisons Grab, kann als Bethany Young, eine ehemalige Insassin von Radley, identifiziert werden. Nachdem Shana als „A“ entlarvt und umgebracht worden ist, traut Alison sich wieder unter die Menschen. Sie wird in der Schule von Monas Club terrorisiert. Doch dann wenden Aria, Spencer, Emily und Hanna sich von ihr ab und Monas Club wird ihrer. An Thanksgiving wird Mona vermeintlich getötet. Verdächtigt wird Alison, welche später auch verhaftet und verurteilt wird. Nachdem die Polizei erfährt, dass Mona noch am Leben ist, kommt Alison aus dem Gefängnis frei. In der sechsten Staffel arbeitet Alison als Lehrerin an ihrer alten Highschool. Sie besucht Charlotte regelmäßig in der Klinik. Sie versucht ihre Schwester nach Hause zu holen und überredet ihre Freundinnen für Charlotte auszusagen. In der Nacht, in der Charlotte heimkam, wird sie ermordet. Dadurch werden alle fünf Mädchen wieder in Rosewood vereint. Später heiratet Alison Elliot Rollins, den Arzt von Charlotte. Dieser hatte allerdings zuvor eine Beziehung mit Charlotte und will deren Tod rächen. Gemeinsam mit Mary Drake manipuliert er Alison, sodass sie glaubt ihre tote Mutter und Detective Wilden zu sehen. Sie lässt sich in die Klinik von Rollins einweisen und so kommt dieser an ihr Vermögen. Alison wird in der Klinik von ihrem Ehemann gefoltert und misshandelt, da dieser glaubt, sie habe Charlotte umgebracht. Ihre Freundinnen versuchen sie zu retten, dabei überfährt Hanna Elliot Rollins. Die fünf Mädchen begraben ihn und vertuschen den Tod. In der siebten Staffel kommt heraus, dass Alison von ihrem Mann schwanger ist. Das wirft sie in ein Gefühlschaos. Man erfährt auch, dass sie von Emilys Eizellen befruchtet wurde, wodurch Wren der Vater ist. Emily und Alison werden ein Paar und ziehen nun Zwillingsmädchen groß.
Ashley Marin:
Ashley ist die Mutter von Hanna, die vor Beginn der Serie von ihrem Mann und Hannas Vater Tom verlassen wurde. Nachdem Hanna mehrmals beim Klauen erwischt wurde, hätte sie ins Gefängnis gehen müssen, Ashley hat jedoch Anfang der ersten Staffel eine Affäre mit Detective Wilden angefangen, um die Anzeigen unter den Tisch fallen zu lassen. Mitte der ersten Staffel bekommt sie Geldprobleme und klaut Geld von einer ihrer Kundinnen, dies kann jedoch berichtigt werden. Sie beginnt kurzzeitig eine Affäre mit Hannas Vater, die sie aber wieder beendet, nachdem sie die Einladung zu seiner Hochzeit bekommt. In der dritten Staffel beginnt Ashley den Pastor aus Rosewood zu treffen. Nach einem Abend in einem Restaurant fährt sie Detective Wilden an, der allerdings überlebt. Als Wilden erschossen wird, ist sie in New York, allerdings war sie in der Nacht der Tat in Rosewood, wo sie ihren Ex-Mann um eine große Summe Geld bat und seine Pistole stahl. Hanna ist zunächst der festen Überzeugung, dass ihre Mutter schuldig sei. Schließlich gerät Hanna in den Verdacht des Mordfalles, als die Pistole, welche sie bei ihrer Mutter fand, vergräbt. Ashley kommt in Untersuchungshaft, durch die Aussage von Travis wird sie aber entlastet und die Anklage gegen sie fallen gelassen. Danach arbeitet sie für Jessica DiLaurentis. In der sechsten Staffel hat Ashley ein Hotel eröffnet, wo zuvor das Radley war.
Byron Montgomery:
Byron ist der Vater von Aria und Mike und der Ehemann von Ella. Byron arbeitet als Professor am Hollis College. Bevor die Familie nach Island gezogen ist, hatte er eine Affäre mit einer seiner Studentinnen. Als Ella dies herausfindet, zieht sie aus. Nach einigen Wochen fangen die beiden wieder an sich zu treffen und Ella zieht wieder bei ihnen ein. Zuerst sind sie glücklich, als sie jedoch von der Beziehung von Aria und Ezra erfahren, kriselt es immer wieder, da Ella das ganze lockerer sieht und Byron Aria alles verbieten möchte. Schließlich bietet er Ezra eine Beförderung in New Orleans an, damit er sich nicht wieder mit Aria treffen kann. Er sorgt ebenfalls dafür, dass Ezra entlassen wird, was zwischen Ella und ihm wieder für Streit sorgt. Schließlich lassen sie sich scheiden. Byron bleibt im Haus wohnen und Ella zieht erneut aus. Er beginnt sich am Anfang der dritten Staffel wieder mit Meredith zu treffen. Als diese Aria jedoch Schlafmittel verabreicht und sie gefangen hält, ist es endgültig aus. Er ist enttäuscht von sich selbst, weil er Aria nicht beschützen konnte. Byron heiratet erneut Ella. Er bittet Aria die Rede zu halten und die beiden zu verheiraten, was sie auch macht.
Pam Fields:
Pam ist die konservative Mutter von Emily und die Ehefrau von Wayne, die zu ihm nach Texas zieht. Sie hat zunächst große Probleme mit der Homosexualität ihrer Tochter. Nach einiger Zeit nähern sich Mutter und Tochter aber wieder an. Sie kehrt zum Ende der 2. Staffel wieder nach Rosewood zurück.
Maya St. Germain:
Maya ist neu nach Rosewood gezogen. Jeder kennt sie, da sie in das alte Haus von Alison DiLaurentis, welche verschwunden ist, zieht. Maya und Emily freunden sich schnell an, da sie Nachbarn sind. Die beiden beginnen eine Beziehung, worüber Emilys Mutter nicht sehr erfreut ist. Pam findet in Mayas Rucksack Drogen und erzählt dies ihren Eltern. Diese schicken sie in ein Jugendcamp. Sie kommt zurück und hat wieder Kontakt mit Emily. Die beiden kommen wieder zusammen und Maya gesteht Emily, dass sie bisexuell sei. Nachdem wieder Drogen bei Maya gefunden worden sind, von denen sie allerdings behauptet, sie seien älter, flieht sie nach San Francisco. Nach einiger Zeit meldet sie sich bei Emily und bittet diese, ihren Eltern nichts zu erzählen, was Emily aber tut. Am Ende der zweiten Staffel wird sie tot aufgefunden, wobei die vier Mädchen davon ausgehen, dass „A“ die Mörderin sei. Später stellt sich jedoch heraus, dass Lyndon James, der sich als Mayas Cousin ausgab, sie getötet hat. Er hatte sich in Maya verliebt, welche aber zu der Zeit mit Emily zusammen war.
Mona Vanderwaal:
Früher wollte Mona in Alisons Clique sein, später ist sie Hannas beste Freundin. Sie ist seit der zweiten Staffel mit Noel zusammen, wird aber von ihm verlassen. Nachdem sie ebenfalls Nachrichten von „A“ bekommt, wendet sie sich an Hanna und diese schließlich an Aria, Emily und Spencer. Im zweiten Staffelfinale wird enthüllt, dass Mona „A“ ist, es jedoch noch weitere Hintermänner, das sogenannte „A-Team“ gibt. Durch ihren Mordversuch an Spencer wird sie in eine Psychiatrie eingewiesen. Hanna geht seither immer wieder zu ihr, um Antworten von ihr zu bekommen. Doch die vermeintlich geglaubte „A“ sagt vorerst nichts. Wenig später wird Mona aus Radley entlassen und geht wieder auf die Rosewood High. Aria, Spencer, Hanna und Emily trauen ihr nicht. Als sie sich in Spencers Academic decathlon team auch wie Spencer als Teamkapitän vorschlägt, reicht es Spencer, denn sie denkt, Mona wolle sie nur terrorisieren. Später wird es in einem Wettkampf ausgetragen und Mona wird Teamkapitän. Wenig später wird Spencer von einem Wettkampf ausgeschlossen. Sie fährt mit Wren zu diesem und greift Mona an. Einige Zeit später kommt sie schließlich ins Radley, in dasselbe Zimmer, in dem Mona war. Mona weiht die Mädchen in „As“ Geheimnisse ein und versucht, erneut Vertrauen zu gewinnen. „Roter Mantel“ löst sie von ihrem Job als „A“ ab. Am Anfang der fünften Staffel gründet sie einen Club aus Menschen, die von Alison schikaniert und beleidigt wurden, um Rache an ihr zu nehmen. Sie wird im Sommerfinale der 5. Staffel scheinbar von „A“ umgebracht. Man findet allerdings keine Leiche. In Staffel 5B erfahren wir jedoch, dass Mona ihren eigenen Tod inszenieren wollte, um „As“ Vertrauen zu bekommen und die 4 Hauptpersonen zu schützen. Kurz wird vermutet, dass „A“ sie hereingelegt hat und sie nach ihrer Tod-Inszenierung wirklich umgebracht hat. Im Staffelfinale der 5. Staffel erfahren wir jedoch, dass „A“ sie seitdem in seinem lebensgroßen Puppenhaus gefangen hält und sie gezwungen hat, Alison zu werden.
Caleb Rivers:
Der Freund von Hanna. Er spionierte Hanna aus, um Geld von Jenna zu bekommen. Als er sich in Hanna verliebt, lässt er den Deal mit Jenna platzen. Hanna beendet trotzdem die Beziehung zu ihm. Nach Ians Tod kommen sie schließlich wieder zusammen. Seine Pflegemutter kümmerte sich nie richtig um ihn, weshalb er schließlich auszog. Er verdient sich etwas Geld dazu, indem er Handys hackt. Später kontaktiert ihn seine leibliche Mutter und er zieht zu ihr nach Kalifornien. Er pendelt nun zwischen Kalifornien und Rosewood hin und her. Da Hanna zu viele Geheimnisse von ihm kennt, muss er sich von ihr trennen. Nach einiger Zeit erzählt Hanna ihm jedoch von „A“. Die zwei führen eine geheime Beziehung, damit er nicht verletzt wird. Gemeinsam mit Emily, Spencer, Aria und Hanna versucht Caleb gegen „A“ zu kämpfen, wird dann aber angeschossen. Der Täter war Nate bzw. Lyndon, der auch zugibt, Maya getötet zu haben. Nach einem Kampf mit Emily hält Caleb ihn für tot. In letzter Instanz schießt Nate/Lyndon schließlich auf ihn, sodass Caleb ins Krankenhaus abtransportiert wird, aber überlebt. Er trifft sich mit Paige um die Clique vor „A“ zu schützen. In der dreizehnten Folge der vierten Staffel bittet Hanna ihn, in Ravenswood zu bleiben, was er letztendlich auch tut. In der fünften Staffel kehrt er nach Rosewood zurück. Er hatte allerdings eine Zeitlang ein Alkoholproblem, da eine Freundin von ihm, Miranda, die auch ihre Eltern verloren hat, gestorben ist. Im 2. Teil der 6. Staffel kommt er Spencer immer näher und die beiden werden schließlich ein Paar. In einem Flashback wird gezeigt, dass er und Hanna sich nach einem Streit getrennt haben. In der 20. Folge will er Hanna und den Anderen helfen „A“ zu überführen und geht deshalb in ein Motelzimmer mit Hanna. Als diese ihm gesteht, dass sie ihn immer noch liebt, kommen sich die beiden näher und küssen sich. Spencer und Caleb versuchen ihre Beziehung zu retten, aber beiden wird klar, dass sie keine gemeinsame Zukunft haben. Spencer wirft ihm vor, dass sie ihn lieben, aber er sie nur mögen würden. In der siebten Staffel kommt er wieder mit Hanna zusammen und wird Vater.

## Besetzung und Synchronisation
Die deutsche Synchronisation entstand unter der Dialogregie von Petra Barthel und Sebastian Schulz und dem Dialogbuch von Ilona Brokowski, Dirk Bublies, Sarah Riedel und Kathrin Neusser durch die Synchronfirma Lavendelfilm GmbH in Potsdam.

### Hauptbesetzung
| Rolle                     | Schauspieler       | Hauptrolle (Episoden)           | Nebenrolle (Episoden)                   | Synchronsprecher   |
| ------------------------- | ------------------ | ------------------------------- | --------------------------------------- | ------------------ |
| Aria Marie Montgomery     | Lucy Hale          | 1.01–7.20                       |                                         | Esra Vural         |
| Spencer Jill Hastings     | Troian Bellisario  | 1.01–7.20                       |                                         | Josephine Schmidt  |
| Alex Drake                | Troian Bellisario  |                                 | 7.01, 7.08, 7.10, 7.15, 7.18, 7.20      | Josephine Schmidt  |
| Hanna Olivia Marin        | Ashley Benson      | 1.01–7.20                       |                                         | Jill Böttcher      |
| Emily Catherine Fields    | Shay Mitchell      | 1.01–7.20                       |                                         | Kaya Marie Möller  |
| Ezra „Fitz“ Fitzgerald    | Ian Harding        | 1.01–7.20                       |                                         | Robin Kahnmeyer    |
| Alison Lauren DiLaurentis | Sasha Pieterse     | 1.02–7.20                       | 1.01                                    | Luisa Wietzorek    |
| Ashley Marin              | Laura Leighton     | 1.01–6.18, 7.17–7.20            |                                         | Ulrike Stürzbecher |
| Ella Montgomery           | Holly Marie Combs  | 1.01–3.23                       | 4.03, 4.05, 4.23, 5.08–6.17, 7.20       | Melanie Hinze      |
| Byron Montgomery          | Chad Lowe          | 1.01–3.24                       | 4.05, 4.07, 5.09, 5.11, 6.04–6.17, 7.20 | Rainer Fritzsche   |
| Maya St. Germain          | Bianca Lawson      | 1.01–1.13, 2.11–2.12, 2.16–2.20 | 3.08–3.12                               | Melanie Isakowitz  |
| Pam Fields                | Nia Peeples        | 1.01                            | 1.02–4.08, 5.07, 6.02–6.13, 7.07, 7.20  | Andrea Solter      |
| Mona Vanderwaal           | Janel Parrish      | 3.01–7.20                       | 1.01–2.25                               | Julia Meynen       |
| Caleb Rivers              | Tyler Blackburn    | 3.01–4.15, 5.05–7.20            | 1.14–2.25                               | Leonhard Mahlich   |
| Mary Drake                | Andrea Parker      | 7.01–7.20                       | 4.22, 6.19–6.20                         | Petra Barthel      |
| Jessica DiLaurentis       | Andrea Parker      |                                 | 2.06, 4.01–5.02, 5.13, 5.25–6.10, 7.07  | Petra Barthel      |
| Jessica DiLaurentis       | Anne Marie DeLuise |                                 | 1.01                                    | Petra Barthel      |

### Nebenbesetzung
| Rolle                               | Schauspieler      | Nebenrolle                                                                         | Synchronsprecher       | Rollenbeschreibung |
| ----------------------------------- | ----------------- | ---------------------------------------------------------------------------------- | ---------------------- | --- |
| Mike Montgomery                     | Cody Christian    | 1.01–2.22, 4.06–4.08, 4.17–6.07                                                    | Sebastian Fitzner      | Exfreund von Mona, Exaffäre von Hanna, Sohn von Ella und Byron, Bruder von Aria Schüler der Rosewood High, Lacrossespieler, litt unter Depressionen (S2)                                                                                |
| Melissa Hastings                    | Torrey DeVitto    | 1.01–3.04, 3.16–4.05, 4.24–5.11, 5.22, 6.13, 6.17, 7.20                            | Ilona Brokowski        | Witwe von Ian, Exverlobte von Wren, Exfreundin von Garrett, Tochter von Veronica und Peter, Halbschwester von Spencer, Jason und Alex                                                                                                   |
| Dr. Wren Kingston                   | Julian Morris     | 1.01–1.04, 2.03–3.23, 4.10, 7.15, 7.20                                             | Dirk Stollberg         | Exverlobter von Melissa, Exfreund von Alex Arzt im Rosewood-Hospital (S2), Seelsorger im Radley Sanatorium (S3-S4) |
| Ian Thomas                          | Ryan Merriman     | 1.01–1.22, 2.04–2.05, 2.13, 2.17, 4.24                                             | Sebastian Schulz       | Ehemann von Melissa, Exaffäre von Alison ehem. Mitglied im NAT-Club Lacrosstrainer der Rosewood High (S1) wird von A getötet, welcher es als Selbstmord aussehen lässt                                                                  |
| Detective Darren Wilden             | Bryce Johnson     | 1.01–1.09, 2.12–3.07, 3.17–4.08, 6.10, 6.20                                        | Tim Knauer             | Exaffäre von Ashley Detective beim Rosewood Police Department (S1-S3) wird von Charlotte erschossen |
| Jenna Marshall                      | Tammin Sursok     | 1.01–3.13, 3.24–4.01, 4.09, 4.24–5.13, 7.04–7.20                                   | Julia Kaufmann         | Exfreundin von Garrett und Noel, Stiefschwester/Exaffäre von Toby Schülerin der Rosewood High (S1-S5) erblindet von S1-S2, seit S4 |
| Meredith Sorenson                   | Amanda Schull     | 1.01, 1.03, 2.13, 3.02, 3.14–3.16                                                  | Diana Borgwardt        | Exfreundin von Byron Geschichtslehrerin der Rosewood High (S3) |
| Sean Ackard                         | Chuck Hittinger   | 1.02–1.20                                                                          | Wanja Gerick           | Exfreund von Hanna Schüler der Rosewood High, Footballspieler |
| Peter Hastings                      | Nolan North       | 1.02–3.06, 4.14–5.25, 6.18, 6.20, 7.14, 7.17, 7.20                                 | Peter Flechtner        | Ehemann von Veronica, Exaffäre von Jessica und Mary, Vater von Spencer, Melissa, Jason und Alex Anwalt, Eigentümer des Country Clubs |
| Veronica Hastings                   | Lesley Fera       | 1.03–7.20                                                                          | Sabine Falkenberg      | Ehefrau von Peter, Mutter von Melissa, Adoptivmutter von Spencer Anwältin |
| Noel Kahn                           | Brant Daugherty   | 1.03–2.19, 3.09–3.13, 4.24–5.01, 5.09, 7.05–7.10                                   | Wilhelm-Rafael Garth   | Exfreund von Aria, Mona und Jenna, Bruder von Eric, bester Freund von Sean Schüler der Rosewood High, Footballspieler, DJ von Emily aus Notwehr geköpft                                                                                 |
| Toby Cavanaugh                      | Keegan Allen      | 1.03–7.20                                                                          | Ricardo Richter        | Freund von Spencer, Witwer von Yvonne, One-Night-Stand von Alex, Stiefbruder/Ex-Affäre von Jenna, Sohn von Marion und Daniel Schüler der Rosewood High (S1), Schreiner (S2-S5), Polizist beim Rosewood Police Department (seit S5)      |
| Tom Marin                           | Roark Critchlow   | 1.04, 2.02–2.14, 4.03, 4.06, 5.19                                                  | Viktor Neumann         | Ehemann von Isabel, Exmann von Ashley, Vater von Hanna, Stiefvater von Kate, Sohn von Regina, Bruder von Patrick |
| Kate Randall                        | Natalie Floyd     | 1.04                                                                               | Nicole Hannak          | Tochter von Isabel, Stieftochter von Tom, Stiefschwester von Hanna Schülerin der Rosewood High (S2) |
| Kate Randall                        | Natalie Hall      | 1.04, 2.10–2.19                                                                    | Nicole Hannak          | Tochter von Isabel, Stieftochter von Tom, Stiefschwester von Hanna Schülerin der Rosewood High (S2) |
| Alex Santiago                       | Diego Boneta      | 1.05–1.12                                                                          | Jan Makino             | Exfreund von Spencer Mitarbeiter im Country Club |
| Lucas Gottesman                     | Brendan Robinson  | 1.06–3.15, 5.01–5.13, 6.13, 6.19, 7.02–7.20                                        | Christian Zeiger       | Handlanger von Mona (S2-S3) Schüler der Rosewood High (S1-S3), Fotograf der Schülerzeitung, Entwickler von Game-Apps (seit S6) |
| Barry Maple                         | Jim Titus         | 1.07, 1.11, 1.21, 2.07, 2.21, 3.09, 3.17, 4.24, 5.12, 6.01, 6.10, 7.16, 7.18, 7.20 | Tim Sander             | Police Officer |
| Jason DiLaurentis                   | Parker Bagley     | 1.08–1.09, 1.15                                                                    | Nico Sablik            | Exfreund von CeCe und Aria, One-Night-Stand von Ashley, Sohn von Jessica und Peter, Ziehsohn von Kenneth, Halbbruder von Alison, Spencer, Melissa und Alex, Neffe von Mary, Cousin von Cece ehem. Mitglied im NAT-Club Makler (seit S5) |
| Jason DiLaurentis                   | Drew Van Acker    | 2.02–3.19, 4.23–6.10, 7.07, 7.09                                                   | Nico Sablik            | Exfreund von CeCe und Aria, One-Night-Stand von Ashley, Sohn von Jessica und Peter, Ziehsohn von Kenneth, Halbbruder von Alison, Spencer, Melissa und Alex, Neffe von Mary, Cousin von Cece ehem. Mitglied im NAT-Club Makler (seit S5) |
| Colonel Wayne Fields                | Eric Steinberg    | 1.10–1.12, 2.08, 2.22, 3.14, 4.04–4.05, 4.17                                       | Marcus Off             | Ehemann von Pam, Vater von Emily Soldat in Afghanistan (S1, seit S2) & Texas (S1-S2) stirbt während des fünfjährigen Zeitsprungs in (S6)                                                                                                |
| Principal Arthur Hackett            | John O’Brien      | 1.13, 3.03, 3.22, 4.01, 4.07, 4.21, 5.03, 7.08                                     | Tim Moeseritz          | Direktor der Rosewood High |
| Paige McCullers                     | Lindsey Shaw      | 1.15–1.21, 2.21–5.14, 7.08–7.15                                                    | Rubina Kuraoka         | Exfreundin von Emily, Exaffäre von Shana, Tochter von Nick Mitglied im A-Team (S5) Schülerin der Rosewood High (S1-S5), Mitglied der Sharks (S1-S5), Lehrerin der Rosewood High (seit S7)                                               |
| Officer Garrett Reynolds            | Yani Gellman      | 1.19–3.13                                                                          | Tammo Kaulbarsch       | Exfreund von Melissa und Jenna, Sohn von Hilary ehem. Mitglied im NAT-Club Ex-Officer beim Rosewood Police Department (S1-S2) wird von Wilden getötet                                                                                   |
| Samara Cook                         | Claire Holt       | 1.21–2.09                                                                          | Giuliana Jakobeit      | Flirt von Emily |
| Jackie Molina                       | Paloma Guzmán     | 1.22–2.03                                                                          | Inken Baxmeier         | Exverlobte von Ezra Professorin am Hollis College (S1-S2) |
| Jackie Molina                       | Paloma Guzmán     | 2.05–2.15, 5.15                                                                    | Wicki Kalaitzi         | Exverlobte von Ezra Professorin am Hollis College (S1-S2) |
| Dr. Anne Sullivan                   | Annabeth Gish     | 2.01–2.12, 2.25, 3.18, 3.22, 6.03                                                  | Gundi Eberhard         | Therapeutin von Aria, Emily, Hanna & Spencer |
| Holden Strauss                      | Shane Coffey      | 2.15–2.20, 3.06, 7.11–7.12                                                         | Fabian Hollwitz        | alter Schulfreund von Aria betreibt heimlich Kampfsport, Koch (S7) |
| Lyndon James / Nate St. Germain     | Sterling Sulieman | 3.04–3.12                                                                          | Nick Forsberg          | Exfreund & Stalker von Maya wird von Emily aus Notwehr getötet, nachdem er Paige entführt hat |
| Ted Wilson                          | Edward Kerr       | 3.05–3.13, 3.22, 4.09, 5.16, 5.23, 7.14                                            | Uwe Büschken           | Verlobter von Ashley, Exfreund von Mary, Vater von CeCe Pastor der öffentlichen Kirche |
| Zack                                | Steve Talley      | 3.07, 3.10, 4.03, 5.08–5.09                                                        | Julius Jellinek        | Exverlobter von Ella Besitzer des Brew (S3-S5) |
| CeCe Drake / Charles Dilaurentis    | Vanessa Ray       | 3.07–3.20, 4.11–6.11, 7.04, 7.06, 7.19–7.20                                        | Wicki Kalaitzi         | Exfreundin von Jason und Elliot, Tochter von Mary und Ted, Halbschwester von Spencer und Alex, Nichte von Jessica, Cousine von Jason und Alison Identität von A und 1. Red Coat (S3-S6)                                                 |
| Kenneth DiLaurentis                 | Jim Abele         | 3.07, 5.02–5.10, 5.23–6.10                                                         | Hans-Jürgen Dittberner | Exmann von Jessica, Vater von Alison, Ziehvater von Jason |
| Wesley Fitzgerald                   | Gregg Sulkin      | 3.09–3.19                                                                          |                        | Sohn von Diane, Bruder von Ezra |
| Andrew Campbell                     | Brandon Jones     | 3.15, 3.19                                                                         | David Turba            | Exfreund von Aria Schüler der Rosewood High, Kapitän des Zehnkampf-Teams |
| Andrew Campbell                     | Brandon Jones     | 4.17–6.03                                                                          | Florian Hoffmann       | Exfreund von Aria Schüler der Rosewood High, Kapitän des Zehnkampf-Teams |
| Shana Fring                         | Aeriél Miranda    | 3.17–5.04                                                                          | Julia Stoepel          | Exaffäre von Paige, Rächerin für Jenna, Kindheitsfreundin von Alison Mitarbeiterin im Kostümladen, Schülerin der Rosewood High (S4), Mitglied der Sharks (S4) wird aus Notwehr von Aria getötet                                         |
| Gabriel Holbrook                    | Sean Faris        | 4.01–5.18                                                                          | Sebastian Schulz       | Sohn von James, Partner von Linda (S4-S5) Detective beim Rosewood Police Department (S4-S5) |
| Jake                                | Ryan Guzman       | 4.02–4.17                                                                          | David Turba            | Exfreund von Aria, Kampfsporttrainer von Holden |
| Linda Tanner                        | Roma Maffia       | 4.04–6.18, 7.18–7.19                                                               | Arianne Borbach        | Partnerin von Gabriel (S4-S5), Officer der State Police |
| Travis Hobbs                        | Luke Kleintank    | 4.11–5.06                                                                          | Jacob Weigert          | Exfreund von Hanna, Schüler der Rosewood High (S4-S5) |
| Sydney Driscoll                     | Chloe Bridges     | 5.03–5.13, 7.10–7.14                                                               | Anne Düe               | Verbündete von Jenna Schülerin der Rosewood High (S5), Mitglied der Sharks (S5) |
| Jonny Raymond                       | Will Bradley      | 5.15–5.20                                                                          | Jan Makino             | Maler |
| Talia Sandoval                      | Miranda Rae Mayo  | 5.15–5.21                                                                          | Maja Maneiro           | Ehefrau von Eric, Exfreundin von Emily Köchin im Brew (S5) |
| Sara Harvey                         | Dre Davis         | 6.01–7.06                                                                          | Victoria Frenz         | Handlangerin von CeCe Identität von Black Widow und 3. Red Coat wird von Noel ermordet |
| Lorenzo Calderon                    | Travis Winfrey    | 6.02–6.14                                                                          | Peter Lontzek          | Partner von Toby Kommissar beim Rosewood Police Department (S6) |
| Clark Wilkins                       | Titus Makin Jr.   | 6.04–6.09                                                                          | Ozan Ünal              | Student am Hollis College, Undercover-Polizist |
| Sabrina                             | Lulu Brud         | 6.04–7.09                                                                          | Lina Rabea Mohr        | Exfreundin von Emily Managerin im Brew (S6-S7) |
| Nicole Gordon                       | Rebecca Breeds    | 6.06, 6.08, 6.19, 7.10, 7.13                                                       |                        | Freundin von Emily, spätere Freundin von Ezra. Verschwindet jedoch in Haiti und wird für tot gehalten. Es stellt jedoch heraus, dass sie überlebt hat.                                                                                  |
| Dr. Elliot Rollins / Archer Dunhill | Huw Collins       | 6.11–7.06, 7.20                                                                    | Alexander Ziegenbein   | Ehemann von Alison (ungültig aufgrund falscher Identität), Exfreund von CeCe Arzt wird von Hanna überfahren |
| Liam Greene                         | Roberto Aguire    | 6.12–7.02                                                                          | Fabian Oscar Wien      | Exfreund von Aria Verleger |
| Jordan Hobart                       | David Coussins    | 6.12–7.02                                                                          | Matthias Deutelmoser   | Exverlobter von Hanna |
| Yvonne Phillips                     | Kara Royster      | 6.14–7.13                                                                          | Shalin-Tanita Rogall   | Ehefrau von Toby, Tochter von Kristine stirbt an den Folgen eines Autounfalls |
| Detective Marco Furey               | Nicholas Gonzalez | 7.04–7.17                                                                          | Arne Stephan           | Exaffäre von Spencer Detective beim Rosewood Police Department |

## Produktion und Ausstrahlung
Das Casting für den Pilotfilm begann im Oktober 2009. Die Serie erhielt am 27. Januar 2010 grünes Licht für eine 10-teilige erste Staffel. Später gab ABC zwölf zusätzliche Folgen der Serie in Auftrag, sodass sie nun auf 22 Folgen kam. Die zweite Staffel wurde im Januar 2011 bestellt, eine 24 Folgen umfassende dritte Staffel bereits Ende November des gleichen Jahres. Anfang Oktober 2012 gab ABC Family die Produktion einer vierten Staffel mit weiteren 24 Episoden bekannt. Am 26. März 2013 gab ABC Family noch vor dem Start der vierten Staffel die Verlängerung um eine fünfte Staffel bekannt.
Nachdem Lucy Hale, Darstellerin der Serienfigur Aria Montgomery, bereits 2014 das Ende der Serie nach der siebten Staffel ankündigte, stellte die Schöpferin Marlene King im Dezember 2015 über Twitter klar, dass eine Entscheidung über eine Fortsetzung nach der siebten Staffel noch ausstehe.
Am 30. August 2016, dem Ausstrahlungstag des Sommerfinales der siebten Staffel, bestätigte Marlene King zusammen mit den Hauptdarstellerinnen das Ende der Serie nach der siebten Staffel.
Vereinigte Staaten
Die ersten zehn Folgen der Serie wurden vom 8. Juni 2010 bis zum 10. August 2010 auf ABC Family ausgestrahlt. Die 12 weiteren Folgen wurden vom 3. Januar 2011 bis zum 21. März 2011 ausgestrahlt. Die Ausstrahlung der ersten zwölf Folgen der zweiten Staffel erfolgte vom 14. Juni bis zum 30. August 2011. Am 19. Oktober 2011 folgte eine spezielle Halloween-Folge, bevor die restlichen zwölf Folgen vom 2. Januar bis zum 19. März 2012 gezeigt wurden. Die dritte Staffel war vom 5. Juni 2012 bis zum 19. März 2013 zu sehen. Die Ausstrahlung der vierten Staffel erfolgte vom 11. Juni 2013 bis zum 18. März 2014, die der fünften Staffel vom 10. Juni 2014 bis zum 24. März 2015. Die Ausstrahlung der sechsten Staffel erfolgte zwischen dem 2. Juni 2015 und dem 15. März 2016.
Die erste Hälfte der siebten Staffel wurde vom 21. Juni bis zum 30. August 2016 ausgestrahlt. Die letzten 10 Episoden der siebten Staffel wurden vom 18. April 2017 bis zum 27. Juni 2017 ausgestrahlt.
Deutschland
Die deutschsprachige Erstausstrahlung der ersten Staffel erfolgte vom 8. Mai bis zum 2. Oktober 2012 beim Bezahlfernsehsender Glitz*. Auch die zweite Staffel zeigte der Sender vom 12. März 2013 bis zum 27. August 2013 in deutschsprachiger Erstausstrahlung. Die Ausstrahlung der dritten Staffel fand direkt im Anschluss zwischen dem 3. September und dem 19. November 2013 statt. Die Ausstrahlung der vierten Staffel begann am 3. Dezember 2013 und endete am 13. Mai 2014. Die Ausstrahlung der fünften Staffel begann am 13. Januar 2015 und endete am 30. Juni 2015. Die Ausstrahlung der sechsten Staffel begann am 12. Januar 2016 und endete am 24. Mai 2016. Am 21. Dezember 2016 begann die Ausstrahlung der siebten Staffel beim Bezahlfernsehsender TNT Serie.
Für das Free-TV bekannte sich Super RTL zum Erwerb der Rechte. Die Ausstrahlung der ersten Staffel begann am 7. Mai 2014 und endete am 16. Juli 2014. Die Ausstrahlung der zweiten Staffel begann am 23. Juli 2014 und endete am 12. November 2014. Die Ausstrahlung der dritten Staffel begann am 19. November 2014 in Doppelfolgen und endete am 18. Februar 2015. Am 25. Februar 2015 begann die Ausstrahlung der vierten Staffel.
Neben den ersten vier Staffeln ist seit März 2016 auch die fünfte Staffel bei Netflix als Stream verfügbar. Die sechste Staffel von Pretty Little Liars folgte am 12. September 2017. Seit dem 21. Dezember 2017 ist auch die siebte Staffel als Stream verfügbar.

## Spin-off

### Ravenswood
Im März 2013 gab ABC Family die Produktion eines Spin-offs mit dem Titel Ravenswood bekannt. Die Ausstrahlung begann am 22. Oktober 2013 im Anschluss an die Halloween-Episode der vierten Staffel von Pretty Little Liars. Als erster Hauptdarsteller wurde Tyler Blackburn genannt, der im Spin-off seine Rolle des Caleb Rivers wieder aufnimmt. Das Finale der ersten Staffel, das auch das Serienfinale darstellt, wurde am 4. Februar 2014 gesendet.

### The Perfectionists
The Perfectionists ist die Fortsetzung von Pretty Little Liars und basiert auf dem gleichnamigen Roman von Sara Shepard. In der Staffel verlässt Alison DiLaurentis (Sasha Pieterse) Rosewood, weil sie einen neuen Job am College von Beacon Heights annimmt. Dort trifft sie auf Mona Vanderwaal (Janel Parrish). In Beacon Heights wollen beide ein neues Leben beginnen, allerdings treibt sich ein mysteriöser Unbekannter in der Kleinstadt rum, der vielleicht sogar für den jüngsten Mord verantwortlich ist und in Verbindung zu Alisons Studenten steht.

### Original Sin
Im September 2020 wurde bekannt gegeben, dass eine neue Fortsetzung von Pretty Little Liars produziert wird mit Riverdale-Schöpfer Roberto Aguirre-Sacasa als Showrunner. Pretty Little Liars: Original Sin handelt von einer Gruppe Teenagerinnen, die 22 Jahre nach dem Selbstmord der verzweifelten Teenagerin Angela Waters von einer unbekannten Person namens „A“ terrorisiert und bestraft werden für ihre eigenen, aber auch die Sünden ihrer Eltern.

## DVD-Veröffentlichung
Vereinigte Staaten
- Staffel 1 erschien am 7. Juni 2011
- Staffel 2 erschien am 5. Juni 2012
- Staffel 3 erschien am 4. Juni 2013
- Staffel 4 erschien am 3. Juni 2014
- Staffel 5 erschien am 2. Juni 2015
- Staffel 6 erschien am 19. April 2016
- Staffel 7 erschien am 25. Juli 2017

Großbritannien
- Staffel 1 erschien am 24. September 2012
- Staffel 2 erschien am 25. November 2013
- Staffel 3 erschien am 21. April 2014
- Staffel 4 erschien am 29. September 2014
- Staffel 5 erschien am 13. Juli 2015

Deutschland
- Staffel 1 erschien am 2. November 2012
- Staffel 2 erschien am 6. September 2013
- Staffel 3 erschien am 22. Mai 2014
- Staffel 4 erschien am 7. Mai 2015
- Staffel 5 erschien am 26. Mai 2016
- Staffel 6 erschien am 11. Mai 2017
- Staffel 7 erschien am 3. Mai 2018
- Die komplette Serie erschien am 3. Mai 2018[32]

## Auszeichnungen und Nominierungen
Pretty Little Liars und dessen Stab und Besetzung wurden bereits für verschiedene Auszeichnungen in den Vereinigten Staaten nominiert. Nachfolgende Liste beinhaltet alle Auszeichnungen und Nominierungen der Serie:

### Auszeichnungen
People’s Choice Awards
- 2012: Auszeichnung in der Kategorie Favorite Cable TV Drama für Pretty Little Liars
- 2016: Auszeichnung in der Kategorie Favorite Cable TV Drama für Pretty Little Liars

Teen Choice Awards
- 2010: Auszeichnung in der Kategorie Choice Summer TV Show für Pretty Little Liars
- 2010: Auszeichnung in der Kategorie Choice Summer TV Star: Male für Ian Harding
- 2010: Auszeichnung in der Kategorie Choice Summer TV Star: Female für Lucy Hale
- 2011: Auszeichnung in der Kategorie Choice Summer TV Show für Pretty Little Liars
- 2011: Auszeichnung in der Kategorie Choice Summer TV Star: Male für Ian Harding
- 2011: Auszeichnung in der Kategorie Choice Summer TV Star: Female für Lucy Hale
- 2012: Auszeichnung in der Kategorie Choice TV Show: Drama für Pretty Little Liars
- 2012: Auszeichnung in der Kategorie Choice TV Actor: Drama für Ian Harding
- 2012: Auszeichnung in der Kategorie Choice TV Actress: Drama für Lucy Hale
- 2012: Auszeichnung in der Kategorie Choice TV Villain für Janel Parrish
- 2012: Auszeichnung in der Kategorie Choice Summer TV Star: Female für Troian Bellisario
- 2013: Auszeichnung in der Kategorie Choice TV Show: Drama für Pretty Little Liars
- 2013: Auszeichnung in der Kategorie Choice Summer TV Show für Pretty Little Liars
- 2013: Auszeichnung in der Kategorie Choice Summer TV Star: Male für Keegan Allen
- 2013: Auszeichnung in der Kategorie Choice Summer TV Star: Female für Lucy Hale
- 2013: Auszeichnung in der Kategorie Choice TV Actor: Drama für Ian Harding
- 2013: Auszeichnung in der Kategorie Choice TV Actress: Drama für Troian Bellisario
- 2013: Auszeichnung in der Kategorie Choice TV Villain für Janel Parrish

NewNowNext Awards
- 2011: Auszeichnung in der Kategorie TV You Betta Watch für Pretty Little Liars

### Nominierungen
People’s Choice Awards
- 2011: Nominierung in der Kategorie Favorite TV Obsession für Pretty Little Liars

Teen Choice Awards
- 2011: Nominierung in der Kategorie Choice Summer TV Star: Male für Keegan Allen
- 2011: Nominierung in der Kategorie Choice Summer TV Star: Female für Troian Bellisario

Banff Television Festival
- 2011: Nominierung in der Kategorie Best Continuing Series für Pretty Little Liars

GLAAD Media Awards
- 2011: Nominierung in der Kategorie Outstanding Drama Series für Pretty Little Liars
- 2012: Nominierung in der Kategorie Outstanding Drama Series für Pretty Little Liars